# فخر الدين المعني الثاني
الأمير فخر الدين المعني الثاني الكبير (980 - 1044 هـ / 1572 - 1635 م) هو أحد أمراء لبنان من آل معن الدروز الذين حكموا إمارة الشوف من حوالي عام 1120 حتى عام 1623 عندما وحّد فخر الدين جميع إمارات الساحل الشامي. يُعتبر فخر الدين الثاني أعظم وأشهر أمراء بلاد الشام عموماً ولبنان خصوصاً، إذ حكم المناطق الممتدة بين يافا وطرابلس باعتراف ورضا الدولة العثمانية، وينظر إليه العديد من المؤرخين على أنه أعظم شخصية وطنية عرفها لبنان في ذلك العهد وأكبر ولاة الشرق العربي في القرنين السادس عشر والسابع عشر. يُعتبر فخر الدين الثاني الأمير الفعلي الأول للبنان، إذ سيطر على جميع الأراضي التي تضم مناطق لبنان المعاصر بحدوده الحالية، بعد أن كان يحكمها قبل عهده أمراء متعددون، وبهذا، فإنه يُعتبر «مؤسس لبنان الحديث».
كان فخر الدين سياسيّاً داهية، فقد استطاع أن يمد إمارته لتشمل معظم سوريا الكبرى، ويحصل على اعتراف الدولة العثمانية بسيادته على كل هذه الأراضي، على الرغم من أن الدولة في ذلك الوقت كانت لا تزال في ذروة مجدها وقوتها ولم تكن لترضى بأي والٍ أو أمير ليُظهر أي محاولة توسع أو استقلال أو ما يُشابه ذلك. تحالف فخر الدين خلال عهده مع دوقية توسكانا ومع إسبانيا، وازدهرت البلاد طيلة أيامه وكثرت فيها أعمال التجارة مع أوروبا والدول المجاورة، وعاش الناس في رخاء وراحة، إلى أن عاد السلطان العثماني مراد الرابع ليرى بأن فخر الدين يُشكل خطراً على السلطنة بعد أن ازدادت سلطته وذاع صيته في أرجاء الدولة وتحالف مع أوروبا، فأرسل حملة عسكرية تمكنت من القبض على الأمير وإرساله إلى إسطنبول حيث أعدم.

## نشأته
هو فخر الدين بن قرقماز معن، يُعرف بالثاني لأن جده كان يُدعى فخر الدين أيضاً، ويُقال له الكبير لأنه أعظم أمراء لبنان في القرنين السادس عشر والسابع عشر، ولم يحصل أن كان هناك أمير لبناني آخر بعظمته من قبل، ولم يأتِ أمير بعده مماثل له، إلا بعد 153 سنة، وكان هذا الأمير بشير الثاني الشهابي. يرى بعض المؤرخين أن «فخر الدين» ليس اسماً وإنما هو لقب للأمير المعني؛ مثل «صلاح الدين» و«نور الدين» وغيرهما من الألقاب التي كان الأمراء يتلقبون بها في القرن السادس عشر وما قبله، ويقول هؤلاء المؤرخون أن اسم فخر الدين الأول هو «عثمان»، وبالتالي فإن فخر الدين الثاني قد يكون اسمه عثمان أيضا تيمنا بجده. وليس هناك ما يمنع أن يكون هذا الرأي صحيحا. وعلى كل حال فقد غلب لفظ فخر الدين على كلا الأميرين وأصبحا لا يُعرفان إلا به.
قُتل الأمير قرقماز، والد فخر الدين، على يد والي مصر إبراهيم باشا، عام 1584، بعد أن اتهمه أمير طرابلس وعكار يوسف سيفا، وأمير البقاع ابن فريخ، بحادثة سرقة قافلة تحمل خراج مصر وفلسطين إلى إسطنبول، بالقرب من جون عكار، ولاقت هذه التهمة قبولاً لدى الباب العالي، على الرغم من عدم صحتها. وعند وفاة الأمير قرقماز، لم يكن ابنه البكر فخر الدين قد جاوز الثانية عشرة من عمره، وفي ذلك الوقت أراد إبراهيم باشا أن يسلم حكم الشوف إلى أحد الزعماء اليمنيين، ولكن الأمير سيف الدين التنوخي، خال فخر الدين، استطاع بهداياه أن يسترضي إبراهيم باشا، وأن يُقنعه بجعل الشوف إقطاعا له، أي لسيف الدين. وهكذا ناب سيف الدين التنوخي عن فخر الدين في حكم الشوف حتى بلغ سن الرشد وزال عنه خطر العثمانيين.
عاش فخر الدين في رعاية خاله الذي كان يقيم في بلدة عبيه، بعيداً عن عيون أعداء والده، وكان يتلقى دراسته، ويتدرب على طرق الحكم، ويطلع على أوضاع البلاد وميول الناس ويتعرف عن كثب على كل ما ينبغي له أن يعرف. وعندما بلغ فخر الدين الثامنة عشرة من عمره، كان حقد العثمانيين قد خف، وكان والي دمشق قد تغير، فتسلّم زمام الحكم من خاله، وتولى إمارة أبيه وأجداده عام 1590. وكان لوالدته «نسب»، فضل كبير في إعداد الأمير الشاب، وتنمية خصائل الصبر والشجاعة والعزم في نفسه.

## الصراع ضد اليمنيين وتوسيع الإمارة

علم الإمارة المعنية (1120-1697).

وجد الأمير الشاب نفسه وسط أمراء متعددين، يحكم كل منهم مقاطعته على هواه. ورأى أن أقوى هؤلاء الإقطاعيين هما يوسف سيفا في طرابلس، ومنصور بن فريخ في البقاع، وقد تحالفا لابتلاع مقاطعات الزعماء الذين يُجاورونهما. فما كان من فخر الدين إلا أن جمع أشتات الحزب القيسي في حلف قوي يمكنه أن يقف في وجه الزعيمين اليمنيين: ابن سيفا، وابن فريخ. ومن هؤلاء الحلفاء آل شهاب أمراء وادي التيم، وآل حرفوش أمراء بعلبك. وجذب إلى صفه بعض مشايخ العرب في حوران، وعجلون في شرقي الأردن. وكان فخر الدين يستعين، لبلوغ أهدافه السياسية بثلاث وسائل: القوة والمال والمصاهرة. لقد جهّز الفرسان والمشاة ووجّه الحملات لإخضاع خصومه، وبذل المال والهدايا لاستمالة الولاة العثمانيين، وصاهر آل شهاب، بل رأى يوما أن من الخير له أن يُصاهر أسرة خصمه ابن سيفا.

### القضاء على ابن فريخ

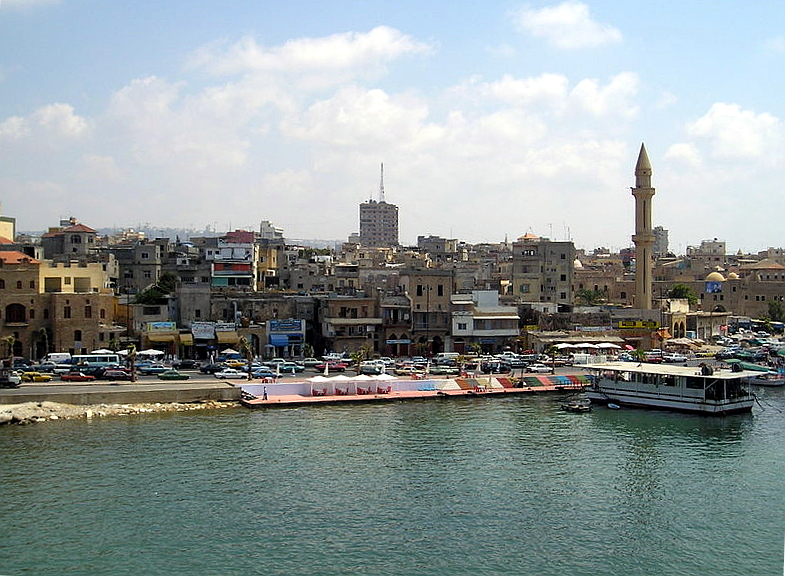
صيدا، منظر للمدينة القديمة التي اتخذها الأمير فخر الدين مقراً له.

رأى فخر الدين أن يُزيح ابن فريخ من طريقه أولاً، فاغتنم مرور مراد باشا القبوجي بصيدا، في طريقه إلى دمشق لتسلم منصبه والياً جديداً عليها، وتوجّه للترحيب به وقدم إليه الهدايا، فاطمأن الوالي للأمير المعني واستمع إلى رأيه في ابن فريخ وسوء سياسته. ولم يلبث مراد باشا أن استدرج منصور بن فريخ إلى دمشق وقبض عليه وقتله، وكان هذا عام 1593. وعندما حاول ابنه أن يحل محله، أوعز مراد باشا إلى الأمير فخر الدين بأن يُهاجمه، فهاجمه وقضى عليه. وبذلك انتقلت أراضي بني فريخ إلى بني حرفوش حلفاء فخر الدين.
ولما رأى فخر الدين أنه اكتسب صداقة مراد باشا القبوجي، والي الشام، رغب إليه أن يُقطعه سنجق بيروت، وكان تابعا لابن سيفا، وسنجق صيدا، وكان العثمانيون قد انتزعوه من المعنيين إثر حادثة القافلة العثمانية في جون عكار عام 1584، فوافق مراد باشا على طلب فخر الدين. عادت صيدا إلى ظل المعنيين بعد تسع سنوات من انتزاعها منهم، وكانت أراضي السنجقين تمتد من نهر الكلب إلى عكا شاملة بلاد جبل عامل. ومنذ ذلك الوقت اتخذ فخر الدين صيدا مقراً له.

### محاربة ابن سيفا
كان ضم بيروت لإمارة فخر الدين تحدياً شديداً لوالي طرابلس يوسف سيفا، الذي كانت بيروت تابعة له من قبل. فظل ابن سيفا يترقب الفرص حتى أقصي مراد باشا القبوجي عن ولاية دمشق. عندئذ حاول ابن سيفا استرجاع بيروت، ولكن فخر الدين وحلفاؤه الشهابيين وبني حرفوش باغتوه في ممر نهر الكلب وهزموا جيشه وطاردوه حتى كسروان والفتوح واحتلوهما عام 1598. وبعد أن تدخل والي دمشق الجديد، وبعض المصلحين، أعاد فخر الدين كسروان والفتوح وبيروت إلى ابن سيفا، لقاء إخلائه إلى الهدوء، وامتناعه عن مناوأة فخر الدين، ففضل فخر الدين صداقة ابن سيفا على عداوته.
وعندما اطمأن فخر الدين إلى إمارته الشمالية، انصرف إلى التوسع جنوباً، فضمّ عام 1600 سنجق صفد، وكان يشمل قسما كبيرا من شمال فلسطين. غير أن ابن سيفا لم يُحافظ على عهده طويلاً، فقد هاجم قرى آل حرفوش حلفاء فخر الدين، وأحرق قرى بعلبك وسلبها. عندئذ عزم فخر الدين على أن يؤدب خصمه، فتوجه إليه بجيش كبير كان قد أعاد تنظيمه، وعززه بالرجال والسلاح، فاشتبكت قوى الفريقين في جونية عام 1605، في معركة شديدة انتهت بانهزام ابن سيفا واستعادة فخر الدين لكسروان والفتوح وبيروت. ولكي يُحافظ فخر الدين على مكاسبه الجديدة، أخذ يغمر والي دمشق بالهدايا، فاعترف الوالي بإمارة فخر الدين على المناطق التي استولى عليها.

### محالفة فخر الدين وعلي جانبولاد
بالرغم من انتصار فخر الدين، فإن ابن سيفا ظل يسيطر على مقاطعات لبنان الشمالي وسوريا الوسطى، من جبيل إلى اللاذقية. فهو ما زال قويّا، وما زال يسيطر على مساحات واسعة من البلاد. ولما كان فخر الدين لا يستطيع وحده أن يتخلص من هذا الخصم الذي وقف في طريقه وفي وجه توسيع إمارته، فقد عقد محالفة مع الزعيم الكردي علي باشا جانبولاد الذي كان واليا على حلب من قبل العثمانيين ثم احتفظ بها لنفسه وثار على دولته التي كانت مشغولة في حروب البلقان وبلاد فارس. وكتب يوسف سيفا إلى الدولة العثمانية يطلب إليها أن تجعله أميرا على سوريا كلها، وهو يتعهد لقاء ذلك بالقضاء على علي جانبولاد والي حلب الثائر. فوافقت الدولة العثمانية على ذلك.

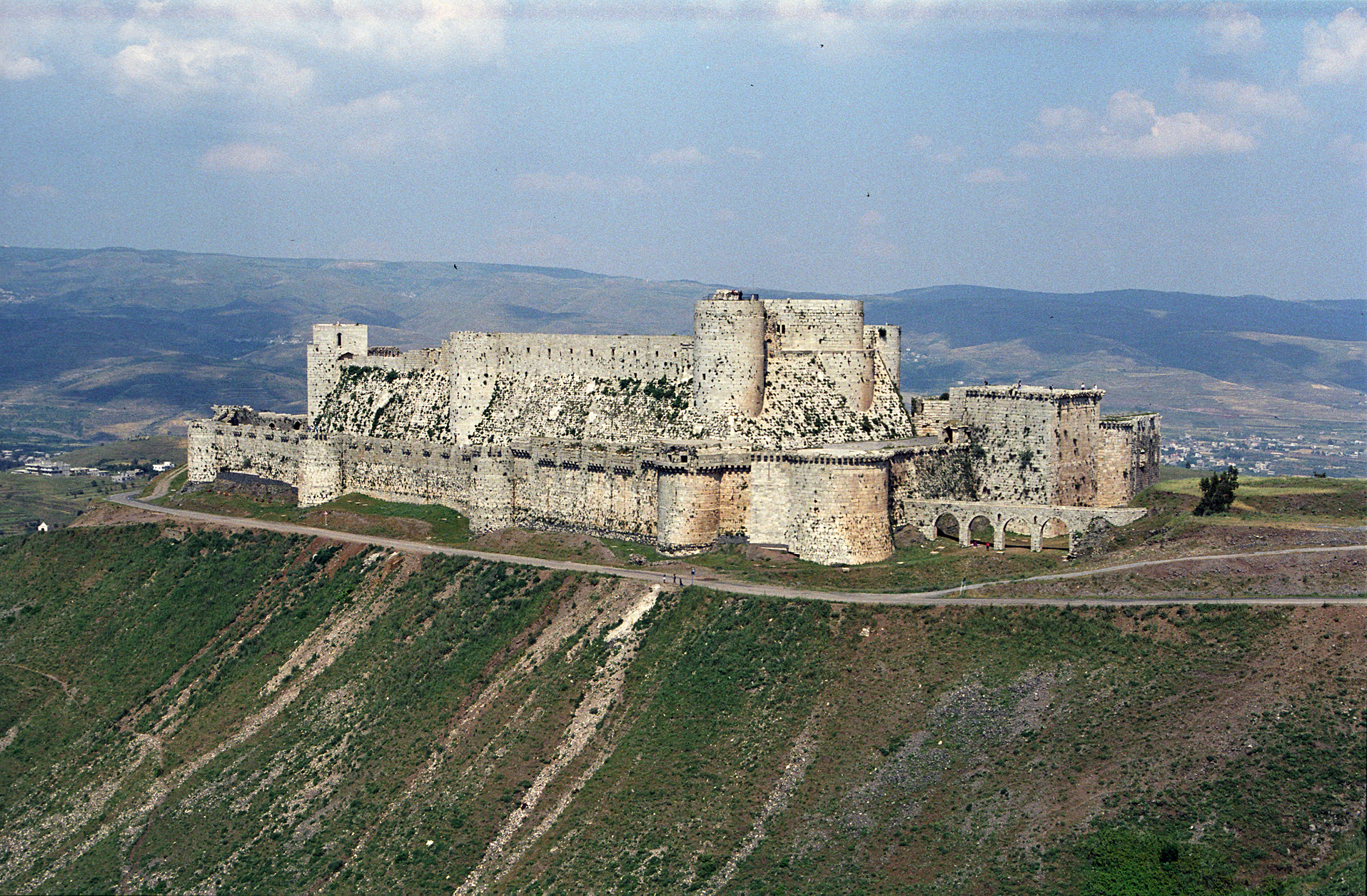
حصن الأكراد أو قلعة الحصن: لجأ إليها ابن سيفا، فحاصرها جانبولاد.

توجه يوسف سيفا بجيشه لمحاربة جانبولاد، فالتقى الفريقان في سهول حمص، وأسرع فخر الدين وحلفاؤه الشهابيون والحرافشة إلى نصرة حليفهم، فاحتلوا طرابلس وسدوا الطريق على ابن سيفا، الذي كان قد عاد منهزما من معركته مع جانبولاد. فلما وجد بلاده قد احتُلّت، أبحر إلى قبرص، ومن هناك، توجه إلى غزة، فدمشق آملا أن يُعد جيشاً جديداً. ولكن علي باشا جانبولاد والأمير فخر الدين لحقا به إلى دمشق وحاصراها، فهرب ابن سيفا منها ولجأ إلى حصن الأكراد، فتعقبه علي جانبولاد وحده بعد أن رجع فخر الدين إلى مقر إمارته. حاصر جانبولاد حصن الأكراد، فاضطر ابن سيفا إلى استرضائه، فقدم له الهدايا وصالحه، ليتفرغ لمواجهة العثمانيين. ووافق فخر الدين على هذا الصلح، وتمت بينه وبين آل سيفا مصاهرة، فقد تزوج فخر الدين ابنة شقيقة يوسف سيفا.
ولم تلبث الدولة العثمانية أن عقدت هدنة في البلقان وهدنة في بلاد فارس، وفرغت لشؤون سوريا، فوجهت جيشا بقيادة الوزير مراد باشا القبوجي الذي كان والياً على الشام لقتال جانبولاد. ولما شعر جانبولاد بضعفه، فرّ من حلب، فدخلها مراد باشا وأنهى بذلك ثورة جانبولاد على الدولة. كان الوزير يريد محاربة فخر الدين، ولكن فخر الدين الذي سبق له أن تعامل مع مراد باشا، كان يعرف مواطن ضعفه، فبعث له بهدية مالية ذهبية مغرية، حملها إليه ابنه الفتى علي، وبرفقة مستشار الأمير، الحاج كيوان بن عبد الله. وسرّ الوزير بالهدية، وسكت عن فخر الدين، وجدد له ولايته على صيدا وبيروت وكسروان عام 1607.

### خلاصة العهد الأول من حكمه
استطاع فخر الدين في العهد الأول من حياته، أن يوطد أركان الإمارة المعنية، فتحالف مع أصدقائه الشهابيين وبني حرفوش، وتخلص من خصميه: ابن سيفا، وابن فريخ. ولم يعد في لبنان كله شخص قوي غير فخر الدين الثاني، الذي أصبح أمير معظم المقاطعات اللبنانية، بعد أن كان أمير الشوف. ولكنه رأى أن كل الوسائل التي سلكها للمحافظة على إمارته، أو لتوسيع رقعتها، لم تكن كافية لتحقيق مطامحه. فالحصون والقلاع التي أقامها، والجيش المعني القوي، ومحالفاته مع جانبولاد والأمراء، وصداقاته مع الولاة العثمانيين المتبدلين دائماً، كلها ساعدته على إنشاء إمارته، ولكنها لم تستطع أن تؤمن له الاستقلال عن الدولة العثمانية. وكان لا بد له من أن يتطلع إلى دولة قوية تزوّد جيشه بالعتاد الحربي الفعّال.

كما اعتمد فخر الدين بالإضافة لتحالفاته إلى أسلوب المصاهرة لتوطيد حكمه حيث زوّج الأميرة (فاخرة) بنت الأمير علي بن يونس المعني للأمير أحمد بن يونس الحرفوشي، وذلك في عام 1027 هـ.

هذه المصاهرة التي تخبط فيها ميخائيل ألوف فتارة يقول أنها تمت سنة 1605 م والعروس هي ابنة فخر الدين. وتارة يجعلها حوادث سنة 1617 م والعروس هي فاخرة ابنة الأمير علي المعني «حيث عقد الأمير علي بن الأمير فخر الدين عقد إبنته فاخرة على الأمير أحمد بن يونس الحرفوشي فأتى وسكن مشغرة».
في حين جعلها الصفدي (مؤرخ فخر الدين) في حوادث عام 1030 هـ / 1620 م بقوله «وفي المحرم الحرام من السنة المذكورة قدم الأمير حسين ابن الأمير يونس ابن الحرفوشي وكواخي والده وجماعته إلى عند الأمير فخر الدين بيروت خاطبين كريمة الأمير فخر الدين للأمير أحمد ابن الأمير يونس المذكور. فتوجه الأمير فخر الدين إلى مدينة صيدا وقضى لهم مرادهم، وعاد كل منهم بما حصل له من المجابرة وأرسل كريمته مع المتعينين من أعيان جماعته وتوجهوا إلى قب الياس وجاء الأمير يونس ولاقاهم بها وراعى جميع الذين توجهوا من قبل الأمير فخر الدين حق رعايتهم».
والصفدي نفسه تخبط في تاريخ الزواج إذ قال في حوادث سنة 1617 م «وقبل هذه الأحوال كان قد صار نصيب للأمير أحمد ابن الأمير يونس ابن الحرفوش في مصاهرة الأمير فخر الدين ابن معن وعقد عقدة نكاحه على كريمته!..».

والأمير حيدر الشهابي رواها في حوادث سنة 1027 هـ / 1617 م. «تزوج الأمير أحمد فاخرة ابنة الأمير علي المعني فجاء وسكن مشغرى من عمل البقاع وبنى فيها داراً عظيمة وجرت مكاتبات بينه وبين شيعة طرابلس الشام وأولاد داغر وأمراء جبل عامل بني علي الصغير وبني منكر...» فانزعج الأمير علي المعني، وطالب الأمير يونس الحرفوشي بإخراج ولده من مشغرة، ففعل وعاد إلى بعلبك. ولعل الخطبة تمت مسبقاً لكن الظروف حالت دون إتمام مراسم الزواج؟ لكن المعروف أن الأمير أحمد توفي في شهر رمضان سنة 1030 هـ / 1620 م أي بعد تسعة أشهر من التاريخ الذي ذكره الصفدي.

ود الأمير يونس أن تبقى المصاهرة مع المعني مستمرة لذلك استغل مرور الحاج كيوان في بعلبك سنة 1621 م. وكلفه أن يلتمس من المعني زواج الأمير حسين بن يونس من أرملة أخيه كريمة الأمير فخر الدين، لقاء ثمانية آلاف غرش إرضاء لخاطره. توجه الحاج كيوان مدبر فخر الدين إلى صيدا وخاطبه بشأن هذا الزواج فباركه.

## تحالف فخر الدين مع أوروبا

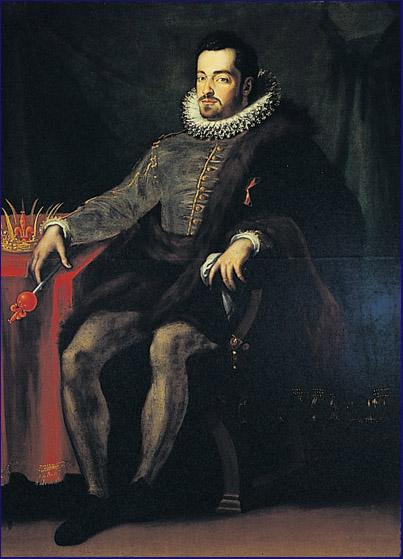
فرديناندو الأول دي ميديشي، الدوق الأكبر لتوسكانا من عام 1587 حتى 1609.

كانت الدول الأوروبية، في العقد الأول من القرن السابع عشر، راغبة في الاتصال بالشرق، لاستعادة نفوذها الذي زال بانتهاء الحروب الصليبية. وكان في مقدمة الأمراء الأوروبيين الذين كانوا يتابعون أحوال الدولة العثمانية وولاياتها: فرديناندو الأول دي ميديشي، دوق توسكانا، الذي أراد أن يوثق روابط تجارته بالشرق ويوطد فيه نفوذه. وكان التجار التوسكانيون منذ سنة 1602 يحاولون الإقامة في طرابلس، ولكن سوء سياسة ابن سيفا ومزاحمة تجار البندقية للتوسكانيين أرغمهم على الانسحاب منها. وكان فرديناندو الأول قد اتصل بوالي حلب علي جانبولاد وعقد معه معاهدة تجارية حربية، ولكن انهزام جانبولاد أمام الجيش العثماني لم يتح لهذه المعاهدة أن تُنفذ.

### المحالفة مع توسكانا

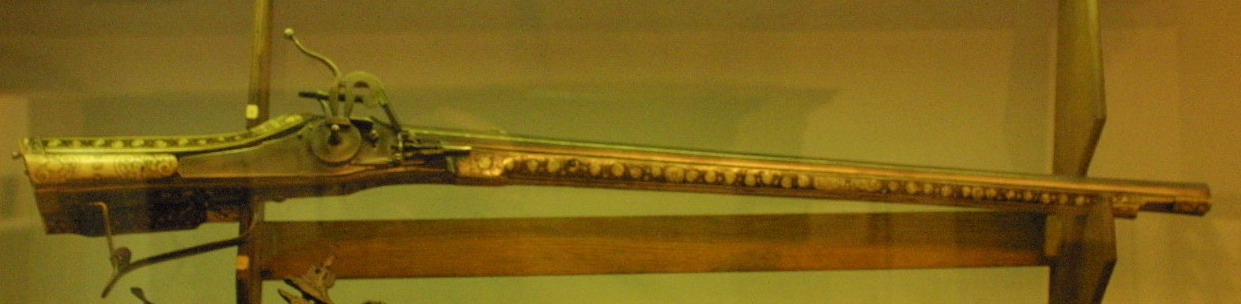
بندقية ذات قدّاحة، من النوع الذي كان شائعا في القرنين السادس عشر والسابع عشر، والذي تاجر به دوق توسكانا مع فخر الدين.

أوفد فرديناندو الأول، سنة 1608، بعثة إلى الأمير فخر الدين برئاسة سفيره «هيبوليت ليونشيتي» تحمل إليه ألف بندقية. وبعد أن استقبل فخر الدين البعثة في قصره في صيدا، بحضور القنصل الفرنسي بصيدا، الذي كان يتولى الترجمة، تمّ الاتفاق بين الفريقين على التعاون ضد الدولة العثمانية. واشترط فخر الدين في هذه المعاهدة ما يأتي:
- يضع فرديناندو الأول تحت تصرف فخر الدين خبراء في صب المدافع.
- يفتدي فرديناندو الأول الأسرى التوسكانيين الثلاثة، من مراد باشا، الصدر الأعظم، وهؤلاء الأسرى كانوا قد حصّنوا بعض قلاع فخر الدين، وبقاؤهم لدى الدولة العثمانية يُشكل خطرا على فخر الدين لأنهم كانوا يعرفون أسرار حصونه.
- يستحصل فرديناندو الأول من البابا على براءة يأمر فيها مسيحيي لبنان أن يقفوا مع فخر الدين في الحروب القادمة ضد العثمانيين.
- يضع فرديناندو الأول تحت تصرف فخر الدين في ميناء صيدا مركبين، ليستخدمهما الأمير في تبادل الرسائل والوفود بينهما، ونقل أمواله إلى توسكانا إذا اضطر إلى ذلك.
- يمنح فرديناندو الأول الأمير فخر الدين جواز سفر يخوّله دخول توسكانا متى شاء.

لبّى فرديناندو الأول مطالب فخر الدين بارتياح: فشرعت المراكب التوسكانية ترسو في مينائي صيدا وصور، حاملة إلى الأمير البنادق والمدافع، ثم كانت تبحر عائدة بالحرير والزيت والصابون. واستصدر فرديناندو الأول براءة من البابا بولس الخامس دعا فيها موارنة لبنان إلى المحاربة تحت لواء فخر الدين. أما الأمير فخر الدين فقد بدأ بإعداد جيش كبير، ليكون على استعداد لتنفيذ ما تم الاتفاق عليه مع دوق توسكانة. وبعد شهور قليلة من توقيع المحالفة، مات فرديناندو الأول فخلفه ابنه قزما الثاني الذي أعلن التزامه بسياسة أبيه تجاه فخر الدين، فأرسل إلى الأمير أسطولا محملا بالعتاد الحربي، من بنادق ومدافع ومتفجرات وغيرها. وفي سنة 1611 أوفد الأمير فخر الدين المطران جرجس بن مارون الإهدني إلى قزما الثاني وإلى البابا بولس الخامس، لتجديد معاهدة التحالف مع كل منهما. ولكي لا تثير علاقات فخر الدين بتوسكانة قلق الدولة العثمانية، فإنه كان يواصل دفع الضرائب المطلوبة منه في مواعيدها بل قبل مواعيدها أحيانا.
ولكن هذه العلاقات لم تبق سرّا..فما لبثت الدولة العثمانية أن اطلعت على تفاصيلها، من جواسيسها، ومن بعض التجار الأوروبيين، ثم تأكدت منها بعد تكاثر المراكب التوسكانية في مينائيّ صيدا وصور. قلقت الدولة العثمانية من نشاط الأمير فخر الدين، وقررت أن تضع حدا لمطامحه. وكان آل سيفا من ناحيتهم، لا يستقرون على حال وهم يرون نفوذ الأمير المعني يتسع وعلاقاته تمتد إلى الخارج، فاتصلوا بحافظ أحمد باشا، والي دمشق الجديد، وأوغروا صدره عليه، بسبب سياسته المعادية للسلطان ولاتصاله بالدول الأوروبية، التي ترسو سفنها في صيدا وصور من غير استئذان الباب العالي.

### حملة الحافظ باشا
ولمّا حذّر الحافظ فخر الدين من استمراره في التعاون مع الدول الأوروبية، نشأت بينهما خصومة عنيفة، فلجأ الحافظ إلى إغاظة فخر الدين بأن عزل شيخيّ سنجقيّ حوران وعجلون، وهما من أنصار فخر الدين. ولكن فخر الدين أعادهما إلى منصبهما عنوة، من خلال حملة قوامها ثلاثة آلاف رجل من الفرسان والمشاة قادها ابنه الأمير علي. غضب الحافظ لهذا التحدي، وعزم على البطش بفخر الدين، ووافق نصوح باشا الصدر الأعظم على خطة والي دمشق، وأمده بجيش برّي، يدعمه الأسطول العثماني من البحر، وكذلك وافق 14 من الباشاوات الأخرى على هذا الأمر. وحاول الوسطاء من آل شهاب وبني حرفوش أن يصلحوا بين الأمير والباشا، فلم يفلحوا. وحاول الأمير أن يسترضي الوالي فأرسل إليه وفدا من أعيان صيدا وبيروت ومعهم رسالة وديّة من الأمير، ومبلغ من المال. ولكن الحافظ ردّهم ردّا قاسيا. وكان الأمير فخر الدين قد بدأ بتحصين كثير من القلاع وتزويدها بالجنود استعدادا لمثل هذا اليوم. غير أنه لم يكن يتوقع أن يأتي ذلك اليوم بسرعة. زحفت جيوش الحافظ من دمشق ومعها رجال حسين سيفا، ابن يوسف سيفا، نحو أراضي الأمير المعني. واستطاع الحافظ أن يسيطر على الموقف، وبدأ الجنود الإنكشارية يعتدون على القرى والحقول. وكان الأمير خلال ذلك، ينتقل مع جنوده من حصن إلى حصن، من غير أن يتمكن الحافظ من التغلب عليه.
وأقبل الأسطول العثماني يفرض حصارا على المرافئ اللبنانية، ليمنع الإمدادات من الوصول إلى الأمير. وبدأ البحارة العثمانيون ينزلون إلى البر ويعتدون على أراضي الإمارة. عندئذ دعا الأمير فخر الدين أنصاره إلى اجتماع يُعقد في الدامور، فلبّى دعوته الأمراء المعنيون، والتنوخيون، ومشايخ المقاطعات، والمقدمون، وآل الخازن، وطلب إليهم أن يجددوا قواهم لقتال الحافظ، ولكن ما وصفوه من الأهوال التي نزلت بأتباعهم وممتلكاتهم، دفعه أن يقرر مغادرة البلاد، ويترك لابنه عليّ زمام الحكم، على أن يُعاونه عمه الأمير يونس، شقيق فخر الدين الأصغر. ومن صيدا أبحر الأمير فخر الدين، في سبتمبر 1613، على ثلاثة مراكب، اثنان منها فرنسيان، والثالث هولندي، ترافقه حاشيته المؤلفة من زوجته «خاصكية»، ومستشاره الحاج كيوان بن عبد الله، ومن نحو خمسين رجلا، بعد أن اغتنم فرصة انشغال الأسطول العثماني بملاحقة الأسطول الإسباني الذي أسر سبعة مراكب عثمانية. وكان قد أمر أخاه يونس بأن ينقل مقر إقامته إلى دير القمر من بعقلين التي كانت مركزا لأملاك المعنيين، فأصبحت دير القمر منذ ذلك الحين، عاصمة الإمارة اللبنانية.
تابع الأمير علي بن فخر الدين، وعمه يونس، مقاومة الحافظ، بما لديهما من الحصون والرجال، وقد أنهكت هذه الحصون الحافظ وجنوده، واستعصت عليهم: فقد حاصر قلعة الشقيف 84 يوما وأصرّ على احتلالها متوهما أن أموال الأمير مودعة فيها، ثم تراجع عنها يائسا بعد أن صمدت حاميتها فيها. وحاصر الحافظ أيضا قلعة بانياس من غير جدوى أيضا. وعندئذ اشتد غيظه، فسكت عن رجاله وهم يتلفون الزرع ويحرقون القرى ويسفكون دماء الأبرياء، فتعرضت البلاد لمجزرة رهيبة، ضرب بها المثل فقيل «سنة الحافظ». ولما رأى أنصار الأمير فخر الدين ما حلّ بالبلاد، فكروا في إرضاء الحافظ: فتوجهت إليه السيدة نسب والدة الأمير، وقد بلغت السبعين من العمر، وعرضت عليه ثلاثمائة ألف قرش، لقاء انساحبه من البلاد. رضي الباشا بهذا العرض، فسلمته السيدة نسب مائة وخمسين ألفا، ودفع الأهالي مئة وثلاثين ألفا، وبقي من المبلغ عشرون ألفا، فصحب الباشا السيدة نسب معه رهينة إلى دمشق ريثما يسدد رجال الأمير المبلغ الباقي.

### فخر الدين في أوروبا

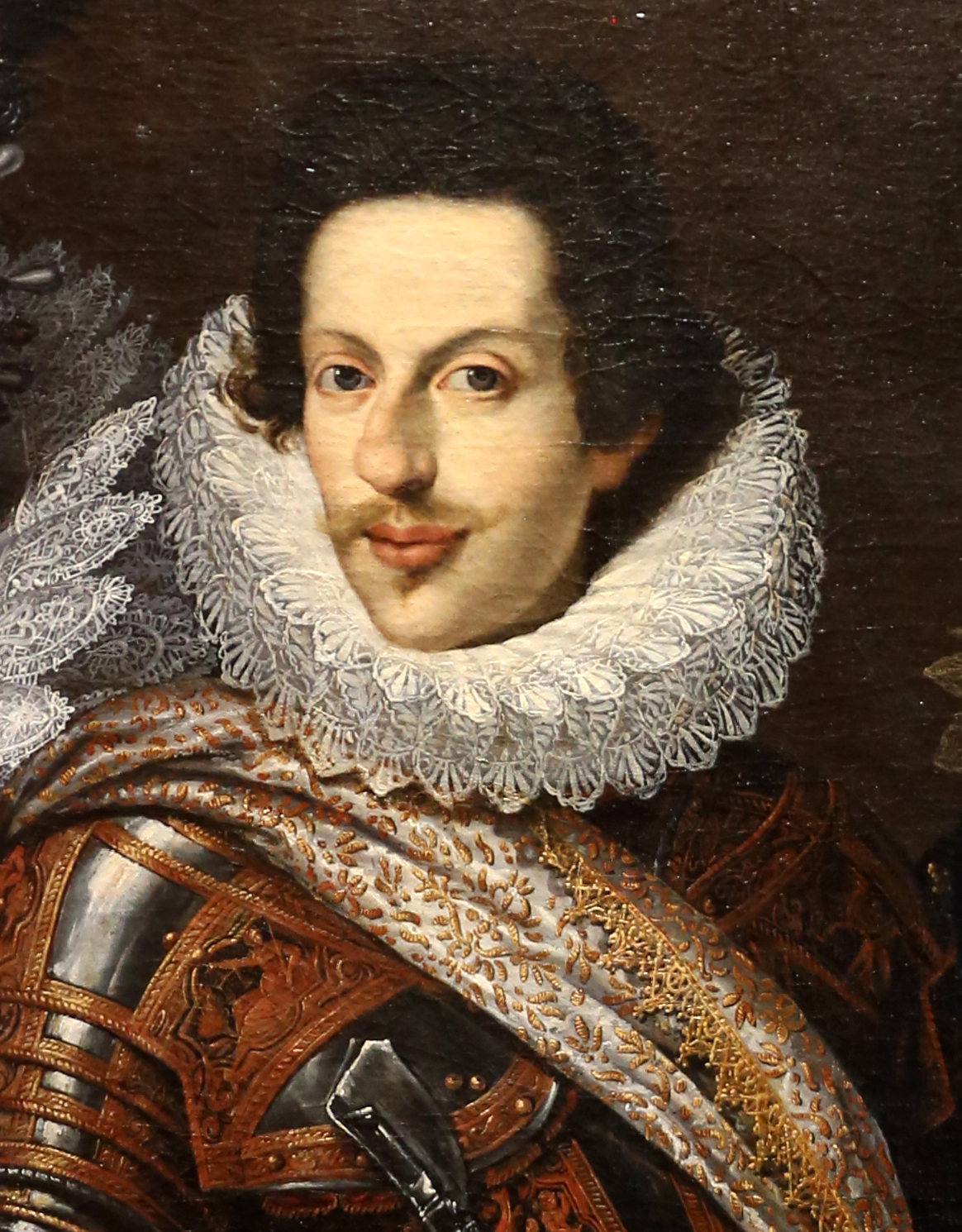
قزما الثاني دي ميديشي، الدوق الأكبر لتوسكانا من عام 1609 حتى 1621.

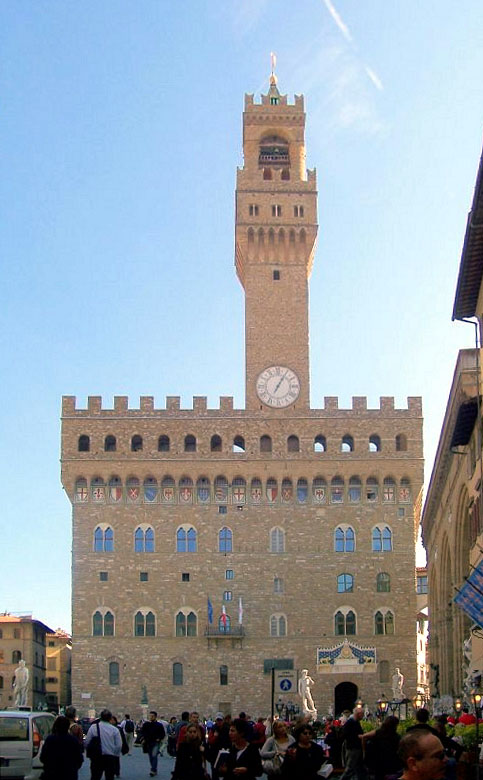
القصر العتيق في فلورنسا حيث أقام الأمير فخر الدين.

توجهت مراكب فخر الدين إلى دوقية توسكانا الواقعة في القسم الشمالي من شبه الجزيرة الإيطالية، فدخلت ميناء ليفورنو في أكتوبر 1613. وبعد أن مكث فخر الدين في ليفورنو أسبوعا توجه إلى فلورنسا عاصمة توسكانا، فاستقبله قزما الثاني استقبالا حافلا شهده الأمراء والأعيان، ثم أنزله وحاشيته في «القصر العتيق» (بالإيطالية: Palazzo Vecchio) وهو من أجمل قصور آل ميديشي أمراء توسكانا. طلب الأمير إلى قزما الثاني قوة عسكرية يستعيد بها بلاده من أيدي العثمانيين، فكان جواب كوزيمو الثاني أن أوفد بعثة من الخبراء إلى لبنان ليستطلعوا أخباره، قبل أن يتخذ موقفا محددا من طلب الأمير. ولما عادت السفينة التي تحمل الخبراء إلى توسكانا في أبريل 1614 حملت معها عددا من رجال الأمير. وقدمت البعثة تقريرها إلى قزما الثاني وأنبأته بمحبة الناس لفخر الدين، وقوة حصونه، فزاد ذلك من إكرام قزما الثاني للأمير واهتمامه بمطالبه.
أما رجال الأمير الذين جاؤوا مع بعثة الخبراء فقد طالبوه بأن يعود إليهم، معلنين ندمهم على خذلانهم له، وأبدوا استعدادهم للدفاع عن بلادهم تحت رايته. وكان الأمير يفاوض قزما الثاني على ضرورة تجهيز حملة تشترك فيها أكثر الدول الأوروبية ليُكتب لها النجاح. ولكن قزما الثاني كان يُفضل أن يقوم بهذه الحملة العسكرية منفردا، ما دامت الدول الأوروبية متنازعة فيما بينها، وغير متحمسة لتحقيق رغبات الأمير. عندئذ يئس الأمير فخر الدين من المساعدة الحربيّة الفعّآلة، وشعر بفتور حماسة قزما الثاني نحوه، فأرسل مستشاره الحاج كيوان بن عبد الله إلى لبنان ليعقد صلحا مع الدولة العثمانية، مؤجلا تحقيق آماله إلى فرصة قادمة.

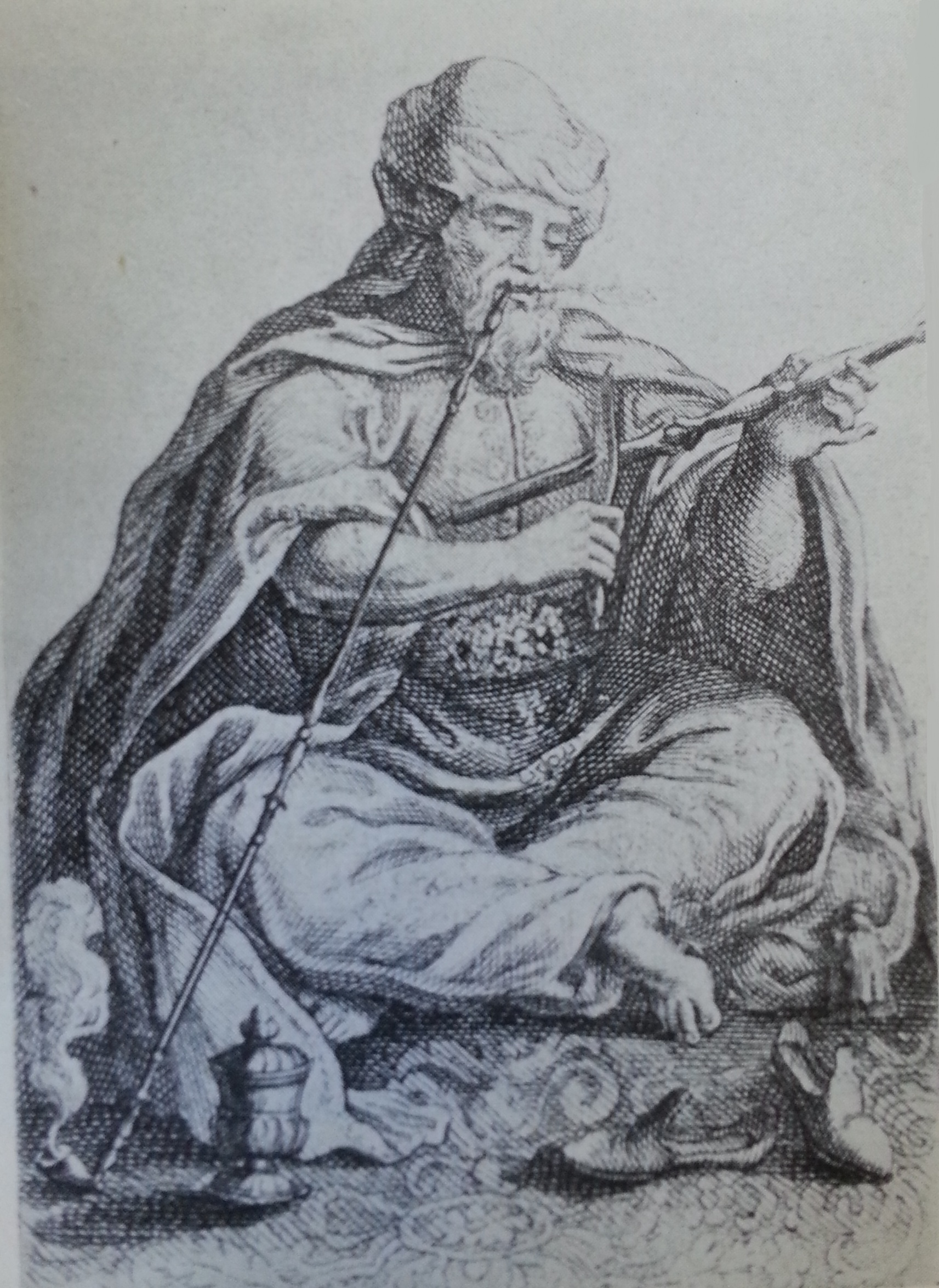
الأمير فخر الدين يُدخن الغليون في توسكانا. يقول معظم المؤرخين أن هذه الصورة لفخر الدين، بينما يقول أخرون أنها لأمير آخر يعتبره الباقون خطأ فخر الدين الثاني.

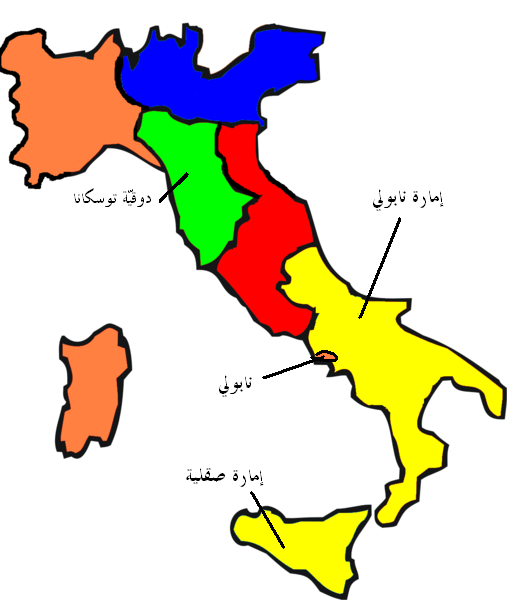
إيطاليا حيث أقام الأمير فخر الدين الثاني.

وكانت الدولة العثمانية قلقة من وجود فخر الدين في توسكانا، ومن اتصاله بسفراء الدول الأوروبية المعادية للعثمانيين. من أجل ذلك، لم يكد كوزيمو الثاني يوفد رسولا إلى نصوح باشا، الصدر الأعظم، في إسطنبول، ليفاوضه في العفو عن فخر الدين، حتى أبدى نصوح باشا استعداد السلطان لأن يعفو عنه، شرط أن لا يعود إلى لبنان، بل يعود إلى إسطنبول فيجعله حاكما على إحدى ولايات بلاد اليونان. ولم يثق فخر الدين بهذا العرض؛ ولو وثق به فإنه لم يكن مستعدا لقبوله.
وتحسن الجو بين الدولة العثمانية وبين المعنيين، فقد قُتل نصوح باشا بأمر من السلطان، وعُزل الحافظ عن ولاية دمشق، وكلاهما كان عدوّا لفخر الدين، وتولى ولاية دمشق محمد جركس باشا سنة 1615. وكانت بينه وبين فخر الدين مودة، فأطلق سراح السيدة نسب من سجن دمشق وسلّمها «فرمان» العفو أو «براءة العفو» عن فخر الدين. وهذا الفرمان يُخوله العودة إلى بلاده ومنصبه. أرسلت السيدة نسب براءة العفو إلى فخر الدين في توسكانا، ولكن الأمير كان قد غادرها إلى صقلية، ولو وصل إليه نبأ العفو عنه وهو في توسكانا لعاد إلى لبنان فورا، ولكن لجوءه إلى صقلية، وكانت تابعة لملك إسبانيا، عدوة الدولة العثمانية، اضطرّ فخر الدين إلى البقاء ثلاث سنوات أخرى في المنفى.
كانت الأساطيل الإسبانية تقلق الدولة العثمانية بنشاطها المريب في البحر المتوسط، وباعتداءاتها على السفن التجارية والحربية العثمانية. فقررت الدولة العثمانية أن تهاجم سواحل صقلية ردا على هذه الاعتداءات. فلمّا وجه الدوق دسّونا نائب ملك إسبانيا في صقلية، دعوة إلى الأمير فخر الدين يستضيفه لديه، كان يرمي من ذلك إلى إيهام الدولة العثمانية أنه يُعد، مع فخر الدين، حملة عسكرية على شواطئ لبنان وفلسطين، فتضطر الدولة العثمانية إلى تحويل أسطولها عن سواحل صقلية إلى سواحل لبنان وفلسطين لمنع الخطر الموهوم. لبّى فخر الدين دعوة الدوق دسّونا، وانتقل من توسكانا إلى صقلية في أغسطس 1615. وفي صقلية عاوده الحنين إلى وطنه، فأعد له الدوق دسّونا بضع سفن أقلته إلى صيدا حيث قابله أهله وأنصاره، ثم عاد مسرعا قبل أن ينتشر نبأ زيارته. وفي طريق عودته عرّج على جزيرة مالطة حيث أعد له فرسانها استقبالا حافلا. ولمّا وصل إلى مسينا عاصمة صقلية، كان الدوق دسّونا قد نُقل إلى نابولي، فدعاه إلى مرافقته، فانتقل فخر الدين معه إليها، ونزل في قصر جميل يطل على البحر. وحاول الدوق دسّونا أن يستميل فخر الدين إلى التعاون مع إسبانيا، وتسليمها صور وصيدا، ولكن الأمير كان يتخلص بلباقة ومرونة. وأخيرا عزم على العودة إلى وطنه، فأطلع الدوق على رسالة وردته من والدته السيدة نسب تحثه فيها على العودة. وكان ملك إسبانيا قد عرض على فخر الدين البقاء في إسبانيا وحكم مقاطعات أسبانية، ولكن فخر الدين ردّ عليه قائلا: «لم آت لحكم ولا لملك، إنما أتيت لحماية لبنان».

### العودة إلى لبنان
عاد الأمير فخر الدين إلى لبنان عام 1618، أي بعد غياب خمس سنين قضى منها سنتين في توسكانا، وثلاث سنوات في أراضي تابعة لإسبانيا، وكانت أقوى دول أوروبا في ذلك الحين. وخلال هذه المدة اتصل فخر الدين برجال فرنسا، بالمراسلة، واتصل بالكرسي الرسولي بواسطة رجال الدين الموارنة المقيمين في روما. كان ظهور فخر الدين في إيطاليا، كأمير للطائفة الدرزية غير المعروفة حتى ذلك الوقت، قد أثار فضول أوروبا، فانتشرت شائعة في الغرب تزعم بأن الدروز - الهائمين في الجبال - هم أحفاد الصليبيين، حتى أنهم نسبوا اسم الدروز إلى الكونت «درو» (بالفرنسية: Dreux)، ويبدو أن فخر الدين نفسه طرب لهذه التنغيمة التي جعلت منه موضع اهتمام كبير في الغرب. ما أن سرى نبأ عودة الأمير إلى لبنان حتى اهتزت البلاد، وعم السرور جميع الناس فتوافدوا افواجا لمشاهدته والسلام عليه، بعد أن ازدادت ثقتهم وكبر أملهم فيه بعد المصائب التي حلّت بلبنان أثناء غيابه. وبالرغم من جميع جهود فخر الدين، فإنه لم يستطع أن يحقق غايته الأولى من رحلته، وهي الاستعانة بقوى الدول الأوروبية لمقاومة الدولة العثمانية، ولكن هذه الإقامة في أوروبا كان لها تأثير كبير في سياسته الداخلية والخارجية فيما بعد، حيث أنها ساعدته على بناء دولته وتدريب جيشه وفق التنظيم الأوروبي.

## إمارة فخر الدين في أقصى اتساعها

### توطيد حكمه

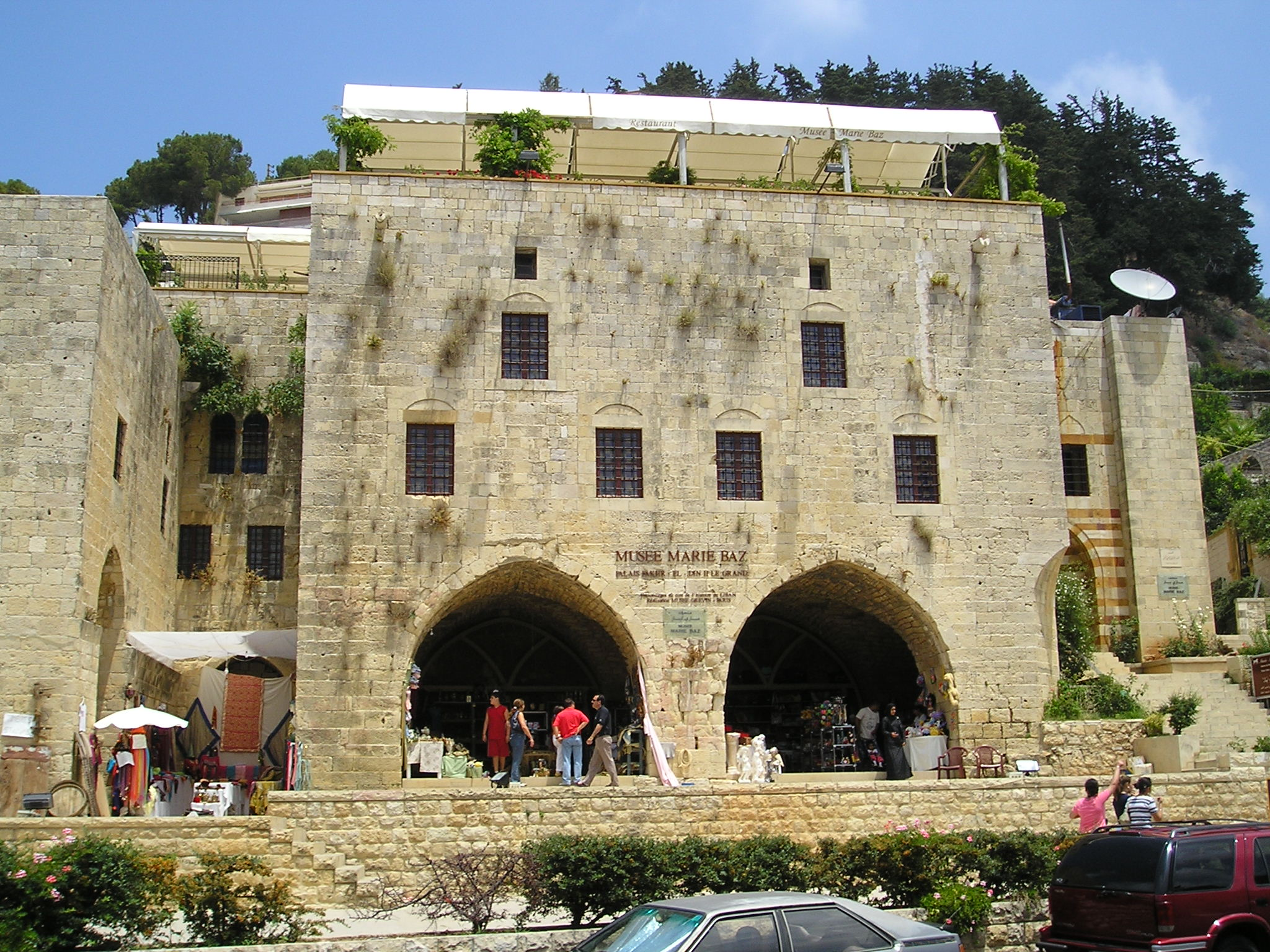
قصر فخر الدين في دير القمر كما يبدو اليوم، لاحظ حجارته الصفراء التي أعاد الأمير بناءه بواسطتها. أصبح القصر اليوم متحفا للتماثيل الشمعية.

لم يحدّ النفي الطويل من مطامح الأمير فخر الدين الثاني في توسيع دولته، بل زاده هذا النفي تصميما على تحقيق فكرته، وخاصة أن توسيع دولته سيخلصه من بعض الأمراء الذين سرّوا بابتعاده عن إمارته، واضطهدوا أنصاره. وفي مقدمة هؤلاء يوسف سيفا أمير طرابلس وعكار. وكان آل سيفا قد أغاروا في غياب الأمير، على دير القمر مقر أسرة الأمير، وهدموا قصره، وأحرقوا مزارع أنصاره. فعزم الأمير، إثر عودته من أوروبا، على مهاجمة آل سيفا، فحشد الرجال وزحف إلى عكار، حيث قصور آل سيفا، فهدمها ونقل حجارتها الصفراء الجميلة، من عكار إلى ميناء طرابلس، ومنها نقلتها المراكب إلى الدامور، ومنها نُقلت إلى دير القمر فأعاد بناء قصره وقصور آل معن بها. ولا تزال الحجارة الصفراء موجودة في هذه القصور حتى اليوم.[بحاجة لمصدر] اضطر يوسف سيفا عندئذ أن يُصالح الأمير على مبلغ كبير من المال، بعد أن تنازل له عن مقاطعتي جبيل والبترون.
وكان ابن سيفا يُماطل الدولة العثمانية في دفع الديون المطلوبة منه، فعينت الدولة على طرابلس واليا جديدا. ولكن هذا الوالي الجديد لم يتمكن من تسلّم المدينة إلا بعد أن استنجد بالأمير فخر الدين، فجهز الأمير حملة لمساعدة الوالي العثماني. وما كاد ابن سيفا يعلم بأنباء هذه الحملة حتى تخلّى عن طرابلس. واستغل الأمير ضعف ابن سيفا، فاستولى على منطقة بشري وضمها إلى إمارته، كما اغتنم عجز الوالي الجديد عن تحصيل الضرائب من أهالي عكار والضنية فتولى الأمير هذه المهمة وضمهما إلى إمارته. ولما توفي يوسف سيفا عام 1625 عرضت الدولة العثمانية ولاية طرابلس على الأمير فخر الدين، فنالها باسم ولده حسن من زوجته «علوة» بنت شقيق يوسف سيفا. وسعى الأمير إلى إنعاش الحياة التجارية والصناعية في طرابلس، فأوعز إلى تجار صيدا بالانتقال إلى طرابلس، فازدهرت أسواقها بعد أن كانت ضعيفة في عهد ابن سيفا.
إن تصفية حكم آل سيفا في طرابلس لم تشغل الأمير فخر الدين عن البقاع وأمرائه من بني حرفوش، الذين كانوا حلفاءه قديما، ثم انقلبوا عليه في غيابه، ولما رجع من إيطاليا خافوا من انتقامه، فما كان منهم إلا أن وشوا به لدى مصطفى باشا والي دمشق، وبالغ يونس حرفوش أمام الوالي في تصوير الخطر المحدق بالوالي والدولة العثمانية من توسّع الأمير، ومن اتصاله بالدول الأوروبية. وما زال به حتى أقنعه بوجوب التخلص من الأمير، فوعده الوالي بأن يُساعده على خصمه. وما لبثت جموع آل حرفوش وقوات مصطفى باشا، أن احتشدت في البقاع، وكان عددها يبلغ 12 ألف مقاتل من أبناء ولاية دمشق والإنكشارية والتركمان والبدو، وكان فخر الدين يُراقب تحركات آل حرفوش وينتظر هذه الفرصة، فأسرع مع حلفائه آل شهاب، وتصدى لجموع خصومه في قرية عنجر بجيشه المؤلف من خمسة آلاف مقاتل، من جميع المناطق الواقعة تحت حكمه، ومن جميع الطوائف.

معركة عنجر كما تخيلها أحد الرسامين الفرنسيين، ويبدو الأمير فخر الدين في اليمين على صهوة جواده.

بدأت المعركة عندما تقدم والي دمشق بجيشه مناوشا قوات الاستطلاع بقيادة الشهابيين، ولقد أثار ذلك القلق بن الشهابيين ولكن فخر الدين أصدر أمره للاستطلاع بالانكفاء إلى مجدل عنجر. فقامت معظم فرق الدمشقيين والانكشاريين باللحاق بهم إلى برج الخراب الواقع بالقرب من مجدل عنجر التي احتلوها. على الأثر بدأ فخر الدين بتنفيذ خطته حيث أرسل مئة خيّال للتحرش بخيالة مصطفى باشا والانكفاء أمامهم ليستدرج كل خيالة مصطفى باشا لتعقب خيالته بحيث ينكشف مشاة والي دمشق امامه في سهل عنجر. وهذا ما حصل بالضبط، لأن ما أن بدأ خيالة الأمير المئة بالانكفاء حتى تعقبهم الف من خيالة الوالي. وزاد من نجاح المناورة إرسال باقي الخيالة الدمشقيين إلى برج الخراب للقضاء على قوات الاستطلاع. وما أن انكشف مشاة الوالي في سهل عنجر بدون حماية الخيالة، حتى أرسل الأمير كل جيشه الباقي من خيّآلة ومشاة للقضاء على جيش الوالي وإنهاء المعركة. فتقدمت مجموعة مدبر الأمير برجاله من جبل عامل من وراء التلال بمعية رجال الأمير علي بن فخر الدين، مهاجمين جيش الوالي. أما رجال الأمير يونس فاقفلوا خط الرجعة على جيش الشام. وما أن رأى جيش الوالي أنه أصبح مطوقا، حتى ولّوا الأدبار وأرغم الوالي على إعطاء الأوامر بالانسحاب، فتضعضع جيشه وسقط مئات القتلى وقتل أربعة من كبار قواد جيش الوالي وطورد المنهزمون حتى الزبداني على الحدود اللبنانية السورية الحالية. بعد هذه المعركة العنيفة بين الطرفين، وقع الوالي مصطفى باشا أسيرا بين يدي الأمير. ولكن الأمير أحاطه بالإكرام والحفاوة، فقابله الوالي بأن اعترف بجميل الأمير وولاّه على البقاع، وأباح له أملاك آل حرفوش. وهكذا تمّ لفخر الدين ما أراد، فأصبح عام 1623 أميرًا على أربع عشرة مقاطعة يرفرف فوقها علم المعنيين.

### امتداد الإمارة نحو باقي بلاد الشام

المناطق والمدن الشاميّة التي خضعت لفخر الدين الثاني.

أدرك فخر الدين تقلّب السياسة العثمانية واضطرابها، فحرص على أن تبقى علاقاته مع الدولة العثمانية متصلة، وقوّى مركزه في إسطنبول واعتمد على بعض الوزراء وذوي النفوذ، الذين أغدق عليهم الهدايا والأموال، فكان في الأعياد، وعند الترقيات والتعيينات في مناصب الدولة، يُسرع إلى إرضاء كل من يحتاج إليه أو يتعامل معه. وهكذا ضمن فخر الدين عواطف رجال الحكم في العاصمة. عندما اطمأن الأمير إلى متانة مركزه لدى الدولة، طمع بما وراء حدود لبنان، وشجعه على ذلك وجود ولاة ضعاف وأمراء عاجزين في المقاطعات المجاورة لإمارته. وكان والي دمشق، إثر معركة عنجر، قد جدّد له سنجقيات صفد والجليل ونابلس، وزاد عليها غزة وعكا والناصرة وطبريا وعجلون. وهذه مناطق غنية خصبة أفادت فخر الدين مالا وفيرا وأمدّت جيشه بالرجال.
وبعد أن امتدت إمارة فخر الدين في الجنوب، انصرف الأمير إلى التوسع شمالا، فاستولى على سلمية وحمص وحماة، ثم بلغ نفوذه حلب وأنطاكية، فبنى قلعة قرب حلب، وقلعة في أنطاكية، وقلعة في تدمر ما تزال تعرف حتى اليوم باسم «قلعة ابن معن». وكان قد استولى قبل ذلك على حوران، وبنى في صلخد قلعة لحماية أراضي حوران الخصبة التي ضمها إلى إمارته. وهكذا شملت إمارة فخر الدين لبنان كله، وسوريا وفلسطين وشرقي الأردن، واستطاع الأمير أن يتغلب على والي حلب ووالي دمشق بجرأته وذكائه، وأن يكسب في الوقت نفسه رضا الدولة العثمانية فينال عام 1624 لقب «سلطان البر» وهو نفس اللقب الذي ناله جده فخر الدين الأول، قبل أكثر من مائة سنة، من السلطان سليم الأول. وأطلق السلطان على فخر الدين لقبا كبيرا آخر هو «أمير عربستان» أي أمير بلاد العرب. غير أن فخر الدين كان يُفضل أن يُلقب بلقب عزيز على نفسه هو «أمير جبل لبنان وصيدا والجليل».

## بناء الدولة المعنية

### التنظيم العسكري

معسكر لجيش فخر الدين على شاطئ بيروت في الفترة عندما كانت لا تزال بلدة.

هذه المساحة الواسعة من الأرض التي استطاع فخر الدين أن يحكمها، لم يكن إخضاعها سهلا لو لم يكن فخر الدين يملك جيشا قويّا وافر العدد جيّد التدريب. ولم يكن الأمير يستطيع أن يُحافظ على البلاد التي ضمها إلى إمارته، لو لم يُنشئ شبكة من القلاع والحصون، في المواضع الحربية المناسبة. ولم يهمل فخر الدين السلاح، فجهّز جنوده بأفضل الأسلحة التي عرفها عصره، وزوّد قلاعه بأوفر الذخائر والعتاد.
نظّم فخر الدين جيشه على أحدث الأساليب التي عرفها القرن السابع عشر، مستعينا بخبراء استدعاهم من فرنسا وتوسكانا، وزوّده بأسلحة جلبها من إسبانيا. كان جيش فخر الدين نوعين: وطني، ومرتزقة. وهذان النوعان هما عماد الجيش النظامي. أما الجيش الوطني فكان مؤلفا من اللبنانيين على اختلاف مناطقهم وأديانهم، من غير أن يشعروا تحت لوائه بأي فرق أو تمييز، ولم يكن يُعكر صفاء هذه الوحدة إلا الانقسام الحزبي بين القيسيين الذين هم أنصار الأمير، واليمنيين الذين كانوا يناصبونه العداء. إلى جانب هذا الجيش الوطني، استأجر فخر الدين جنودا من السُكمان وغيرهم من المرتزقة، ومن هؤلاء المرتزقة كان بعض العاصين على الدولة العثمانية، فهؤلاء كانوا قد يئسوا من عفو السلطان، فأقبلوا على الأمير: يخدمونه، ويُهاجمون جيوش أعدائه من الولاة العثمانيين. وقد صمدت قوات السُكمان في القلاع صمودا رائعا، بعد سفر الأمير إلى أوروبا، ورفض رجالها وعود الحافظ وإغراءاته. وكان الأمير فخر الدين يعتمد أحيانا على قوات حلفائه من الأمراء كآل شهاب، وآل حرفوش عندما كانوا معه، وقبائل العرب في عجلون وحوران. وكان عدد الجنود في جيش فخر الدين، يتفاوت بين وقت وآخر، فعندما سافر إلى توسكانا كان جيشه لا يزيد على عشرين ألفا. أما في أيام مجده الأخيرة فقد بلغ نحوا من أربعين ألف جندي مدرّب، وكانوا يتناولون الرواتب بانتظام. وكان في وسع فخر الدين، زمن الحرب، أن يجهّز أكثر من سبعين ألفا. وإلى جانب هذا الاستعداد العسكري في عدد الجنود الوافر، وإلى الشجاعة التي اتصفوا بها في القتال، فقد كان لبسالة الأمير وعنفه في المعارك، أثر كبير في انتصاراته التي حققها.
كان جيش فخر الدين النظامي يتألف من مشاة وخيالة. أما المشاة فكانوا يلبسون أخف الثياب، ويحملون البنادق والسيوف ذات النصال العريضة. وأما الخيّآلة، فكان الفارس منهم يلتف بعباءة واسعة ويحمل البدقية ذات القدّاحة، ويُعلق السيف على جنبه، ويمسك ترسا يقيه الضربات. وكان لدى الأمير عدد قليل من المدافع أحضرها من توسكانا، ونصبها في قلعة الشقيف كما كان لديه عدد آخر من المدافع الإسبانية جاءته هدية من ملك إسبانيا. وكان الأمير في مخابراته مع ملوك أوروبا وأمرائها يلح عليهم بأن يوفدوا إليه خبراء في صناعة الأسلحة وصب المدافع. والظاهر أن هذا الطلب لم يتحقق. ولم يكن الأمير يملك قوة بحرية يستطيع بها أن يُقاوم الأسطول العثماني، وكان لهذا النقص البحري أثر في تحديد مصير الإمارة فيما بعد. وقد حجز الأمير مرة مركبين حربيين لقراصنة مالطة لأنهم اعتدوا على شواطئ لبنان، فاستخدمهما في حماية جيشه البري عندما يسير على الطرق الساحلية، كما استخدمهما في نقل البضائع والذخائر والجنود بين الموانئ اللبنانية.

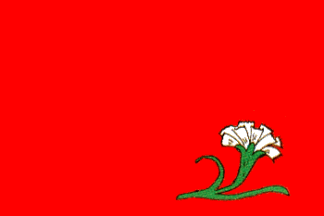
علم القيسيين، شعار الجيش المعني.

لم يكن الأمير فخر الدين يُقدم على إعلان الحرب إلا بعد أن يبحث الأمر مع مستشاريه، ورجال إمارته، وزعماء الإقطاع المخلصين له. وكان يستدعيهم إلى قصره للمشورة، حتى إذا أجمعوا على إعلان الحرب أوفدوا إلى القرى رسلا، أو صعد المنادون إلى أعالي الجبال واستنهضوا أبناء القرى المجاورة للتجمع، أو أشعلوا النار على قمم الجبال، وهي إشارة تعني أن الناس مدعوون إلى التجمع في قصر الأمير. وكان الأمير فخر الدين هو القائد العام لجيشه، فإذا تغيّب عن المعركة، ناب عنه ابنه علي، أو أخوه يونس. وجعل فخر الدين للجيش النظامي قادة دائمين، أشهرهم أبو نادر الخازن، وكان كل إقطاعي من الأمراء والمقدمين والمشايخ قائدا على رجاله، تحت إمرة الأمير. وكان شعار الجيش المعني العلم الأحمر، وهو شعار القيسيين كلهم.
حمى فخر الدين أراضي الإمارة بشبكة من الحصون والقلاع والأبراج والأسوار، ووزع جنوده في هذه الحصون والقلاع ودرّبهم على إطلاق المدافع وقذف المواد المتفجرة على المحاصرين. وقد بنى فخر الدين بعض هذه الحصون. أما بعضها الآخر فكان قد بناه الصليبيون أو من سبقهم، ورممه فخر الدين وجعله صالحا للتحصن داخله. ومن مهمة هذه القلاع والأبراج أن تحمي طرق المواصلات في بلاد الإمارة من اللصوص، وتكافح قطاع الطرق، وتؤمن راحة المسافرين والتجار. وأشهر قلاع فخر الدين هي:

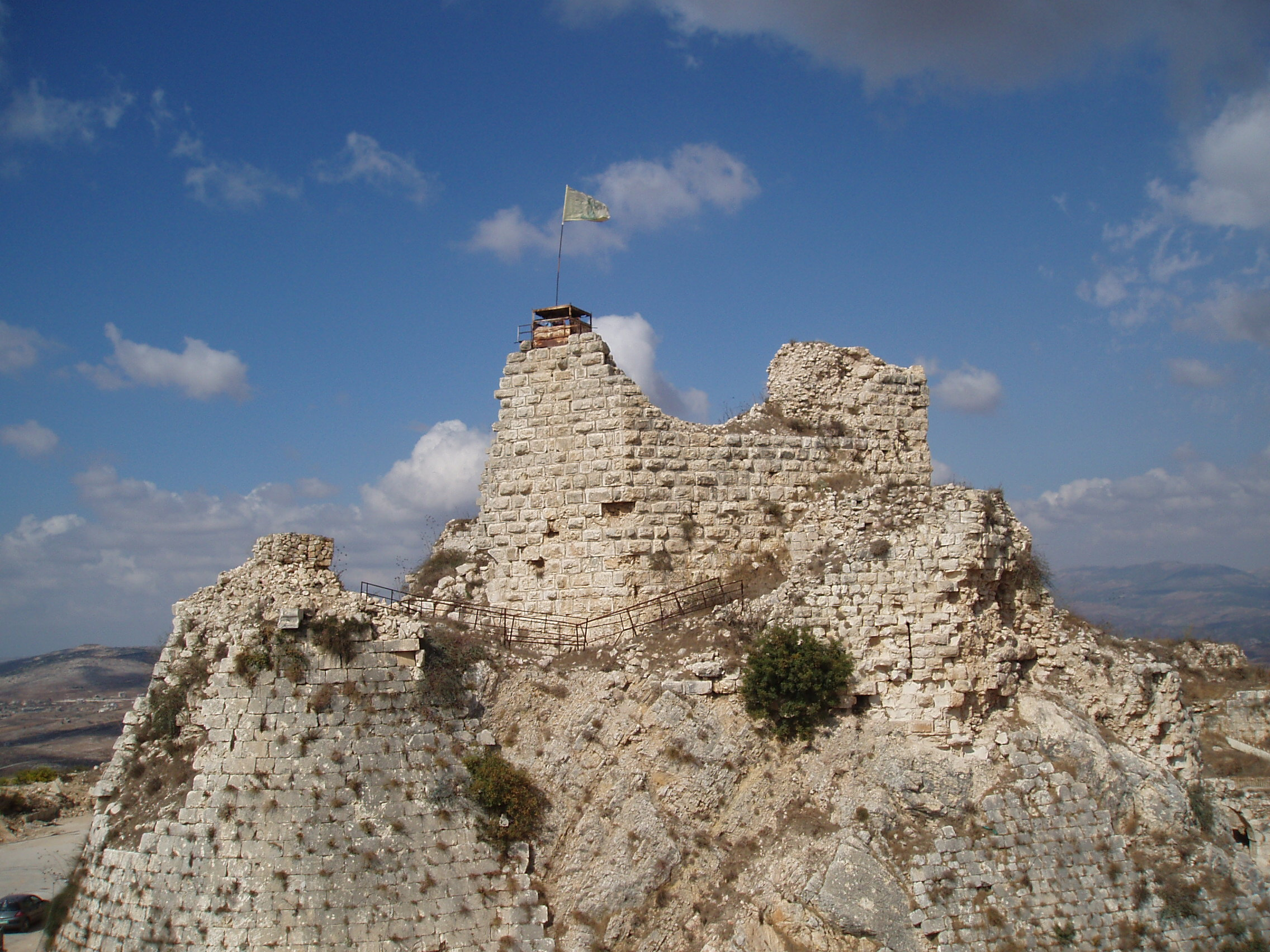
بقايا قلعة الشقيف: خبأ فيها فخر الدين ثروته.

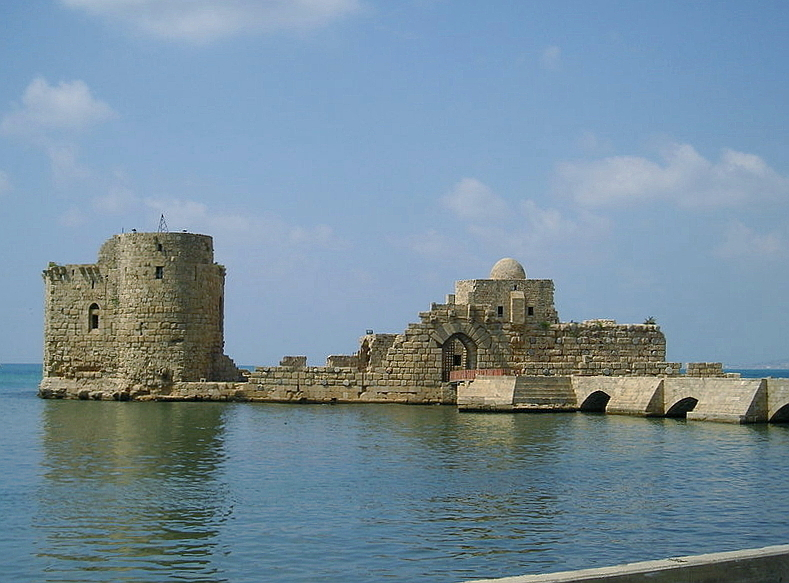
قلعة صيدا البحرية.

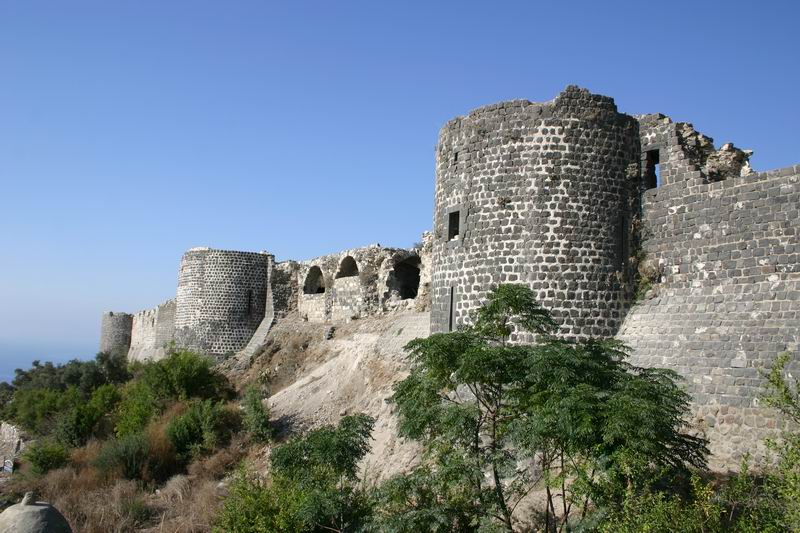
قلعة المرقب في سوريا، تقع على بعد 6 كيلومترات من بانياس.

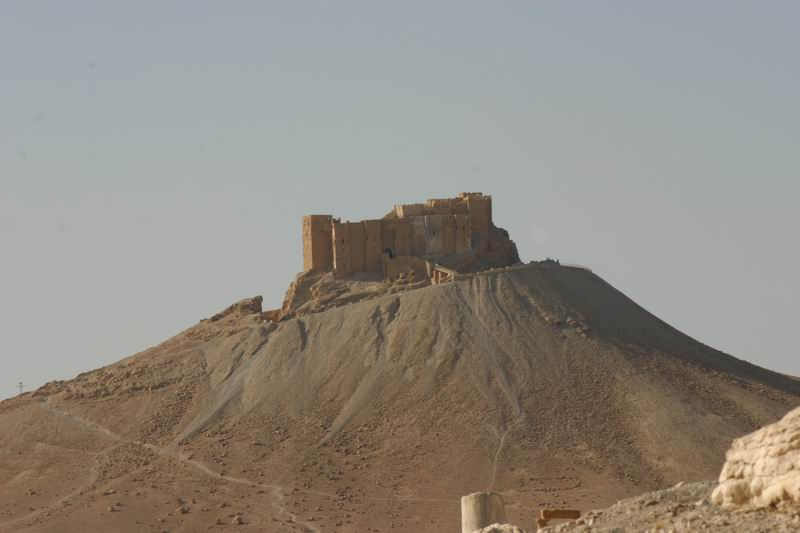
قلعة فخر الدين المعني في سوريا، تطل القلعة على مدينة تدمر وواحتها.

- قلعة الشقيف: أو قلعة «شقيف أرنون»، وهذه القلعة قائمة على صخر شاهق يُشرف على نهر الليطاني وسهل مرجعيون. وهي قلعة قديمة بناها الرومان[49] وزاد الصليبيون أبنيتها، ورممها فخر الدين الثاني. وهي من أمنع القلاع، ولذلك جعلها الأمير المعني مركزا لتموين لبنان الجنوبي في سنوات الجدب. وخبأ فيها خزانة أمواله. وعندما حاصرها الحافظ أثناء حملته لم يتمكن من قهرها فعاد عنها خائبا.
- قلعة نيحا: أو قلعة «شقيف تيرون»، وهي مغارة محصنة، كانت شؤما على المعنيين، فقد مات فيها الأمير قرقماز سنة 1584 عندما لاحقه الوالي إبراهيم باشا، واختبأ فيها ابنه فخر الدين الثاني بعد خمسين سنة، وكان اختباؤه بداية نهايته. تقع هذه المغارة في بلدة نيحا بالشوف.
- قلعة صيدا البحرية: أو «قلعة صيدا» أو «قلعة البحر»، وهي قلعة تتصل بالبر بجسر من الحجارة، وقد بناها الصليبيون عام 1228 وكانت منيعة. وقد نصب الأمير فيها مدفعا كبيرا ليمنع القراصنة من غزو مينائها.
- قلعة قب إلياس: بناها الأمير فخر الدين عام 1625. وما زالت بقاياها قائمة حتى اليوم.
- قلعة المسيلحة: وهي قلعة بناها الصليبيون في بلدة البترون. تُسمّى بالفرنسية "Puy du Connétable". تقع القلعة على جرف صخري شاهق وتشرف على نهر الجوز.[50] أعاد الأمير فخر الدين ترميمها لحماية الطريق من طرابلس إلى بيروت.[50][51]

ومن قلاع فخر الدين الأخرى في لبنان: قلاع طرابلس وجبيل وبعلبك وبيروت وصور وغزير. أما أشهر قلاع فخر الدين خارج لبنان فهي:
- قلعة بانياس: وهي في منطقة القنيطرة في الجولان السورية. بناها الصليبيون عام 1107.[52] استولى الأمير على القلعة عام 1610، ودكّها محمد جركس باشا والي دمشق عام 1616 أثناء غيبة الأمير في أوروبا. ثم أعاد الأمير بناءها عام 1625. وكانت هي وقلعة الشقيف أهم قلاع الأمير.[48]
- قلعة تدمر: وكانت تُدعى قلعة «ابن معن»، شيّدها الأمير لردّ غارات القبائل عن حدود بلاده.
- قلعة صلخد: في حوران، أعاد الأمير بناءها وترميمها عام 1625.

ومن قلاع فخر الدين الأخرى في سوريا: قلاع حلب وأنطاكية، وحصن الأكراد، والمرقب وعجلون.

### التنظيم الإداري
كانت مناطق لبنان قبل عهد فخر الدين الثاني تتنازعها الفوضى والظلم، فالناس وما يملكون من مال وأرض وبيوت هم تحت رحمة رجال الإقطاع، وإذا نجوا من هؤلاء، فمن الصعب ان يتخلصوا من قطّاع الطرق، وغزوات البدو. أما الجيوش العثمانية التي كانت تتدخل لتأديب ثائر أو اعتقال ممتنع عن دفع الضرائب، فإن بعضها لم يكن يتورع عن النهب والقتل والاعتداء على الآمنين، كما كان شأن حملة إبراهيم باشا المصري. وكان الحج إلى مكة المكرمة أو بيت المقدس مغامرة غير مأمونة العاقبة، لما كان يعترض الحجاج من أهوال وأخطار. فلمّا جاء فخر الدين حاول أن يقيم العدل في حكمه بين الناس، وان ينشر الأمن في ربوع بلاده، فاحتفظ لنفسه بالحكم على المجرمين، تاركا لرؤساء الطوائف الحكم في القضايا الدينية وقضايا الأحوال الشخصية من زواج وطلاق وإرث وغيرها، وجعل رؤساء الطوائف مسؤولين عن أتباعهم أمامه. وبلغ من حرص الأمير فخر الدين على انتشار الأمن في إمارته، حدّا دفعه إلى أن يُجهز الحملات بقيادته الشخصية لتأديب القرى العاصية أو إخضاع عصابة قطعت الطريق، فعندما عاد من أوروبا ووحد لبنان وبلاد الشام تحت لوائه، حتى نهض على رأس حملة من رجاله وسار بهم في رحلة استغرقت ثمانية أشهر، فجال في سوريا وفلسطين من أقصاها لأقصاها، مرتبا أمور مملكته الواسعة، كابحا جماح العصاة قاطعا دابر الاجرام، مرمما التحصينات ومجهزا اياها بالاعتدة والزاد والرجال. كذلك أقام في مفارق الطرق المعرّضة للاعتداء أبراجا للمراقبة، وخانات محصنة، جهزها بالجنود ووسائل الدفاع وزودها بالماء والمؤن. وهكذا أمن الناس على حياتهم وأموالهم في السفر والتنقل، وقد شهد على ذلك كثير من الرحالة الذين زاروا لبنان في عهد فخر الدين، إذ كان الأمن السائد في ربوع لبنان في طليعة ما لفت أنظارهم. وكان هذا الأمر عاملا شجّع على الهجرة إلى لبنان، كما فعل آل جانبولاد، الذين جاءوا من حلب زمن فخر الدين الثاني، وأصبحوا فيما بعد آل جنبلاط.
نظّم فخر الدين إمارته تنظيما إداريّا يكفل له الإشراف على أمورها العامة، فجعل فيها موظفين مسؤولين يعينهم بنفسه، وحدد لهم مرتبات يتقاضونها من خزينة الإمارة. ولكي يضبط سجلات الإدارة، أمر بوضع سجلات تضم أسماء اللبنانيين الذكور القادرين على حمل السلاح، وسجلات بعدد البساتين وأشجارها المثمرة، وسجلات بعدد الحيوانات والمواشي الموجودة في كل قرية. وعلى أساس هذه السجلات تُفرض الرسوم والضرائب. واختار للمناصب السياسية والإدارية والعسكرية رجالا أذكياء مخلصين من غير أن يلتفت إلى طوائفهم. فكان يعاونه من الموارنة: أبو صافي الخازن، وإبراهيم الخازن، وخازن الخازن الذي كان مديرا أو وزيرا للأمير، وأقام يونس حبيش خازنا لبيت المال، كما اختار أعوانه الآخرين من الدروز والسنّة والشيعة.

### التعليم
شعر الأمير، بعد عودته من إيطاليا، بضعف التعليم وقلة المتعلمين في بلاده، فشجع على إيفاد عدد من التلاميذ الموارنة إلى روما، ليتعلموا اللغات الأجنبية والعلوم العالية، ويعودوا إلى لبنان، فينشروا ما تعلموه بين الناشئين. وقد توالت بعثات الطلاب في عهده إلى إيطاليا، وكثر أفرادها، وبلغوا مراتب عالية في العلوم التي تخصصوا فيها. وعاد عدد كبير من بعثات الطلاب إلى لبنان، وأنشأ العائدون مدارس للأحداث، وأسس بعضهم مطبعة في دير قزحيا، قرب طرابلس سنة 1610 وهي أول مطبعة في لبنان، بل في الشرق العربي كله. وساعد تسامح فخر الدين في الشؤون الدينية على قدوم الإرساليات الأجنبية إلى لبنان، وإنشائها المدارس فيه، ومنها بعثة الآباء الكبوشيين الذين قدّم لهم فخر الدين الأراضي فبنوا فيها أديرة ومعاهد. أما فخر الدين نفسه، فلم تسمح له ظروف نشأته أن ينصرف إلى الدرس انصرافا كاملا، ولكنه مع ذلك كان ميّالا إلى العلم والعلماء، وكان يُحب كل ما يتصل بالعلوم الكيميائية والفلكية.
وقد بقي بعض الطلاب اللبنانيين في إيطاليا، فحققوا المخطوطات الشرقية وحفظوها في مكتبات روما. وألّف بعضهم الكتب والأبحاث. وعملوا جميعا على إدخال أساليب اللغة اللاتينية إلى اللغة العربية. ومن هؤلاء الأب جبرائيل الصهيوني الإهدني الذي كان استاذا في مدارس روما ثم أصبح مترجما للملك لويس الثالث عشر ملك فرنسا، وإبراهيم الحاقلاني ويوحنا الحصروني اللذان اشتغلا في ترجمة الكتب الدينية، ويوسف سمعان السمعاني الذي كان يُلقب في أوروبا «بأبي العلوم الشرقية».

### النهضة العمرانية وتأثير الفنّ الإيطاليّ في البناء

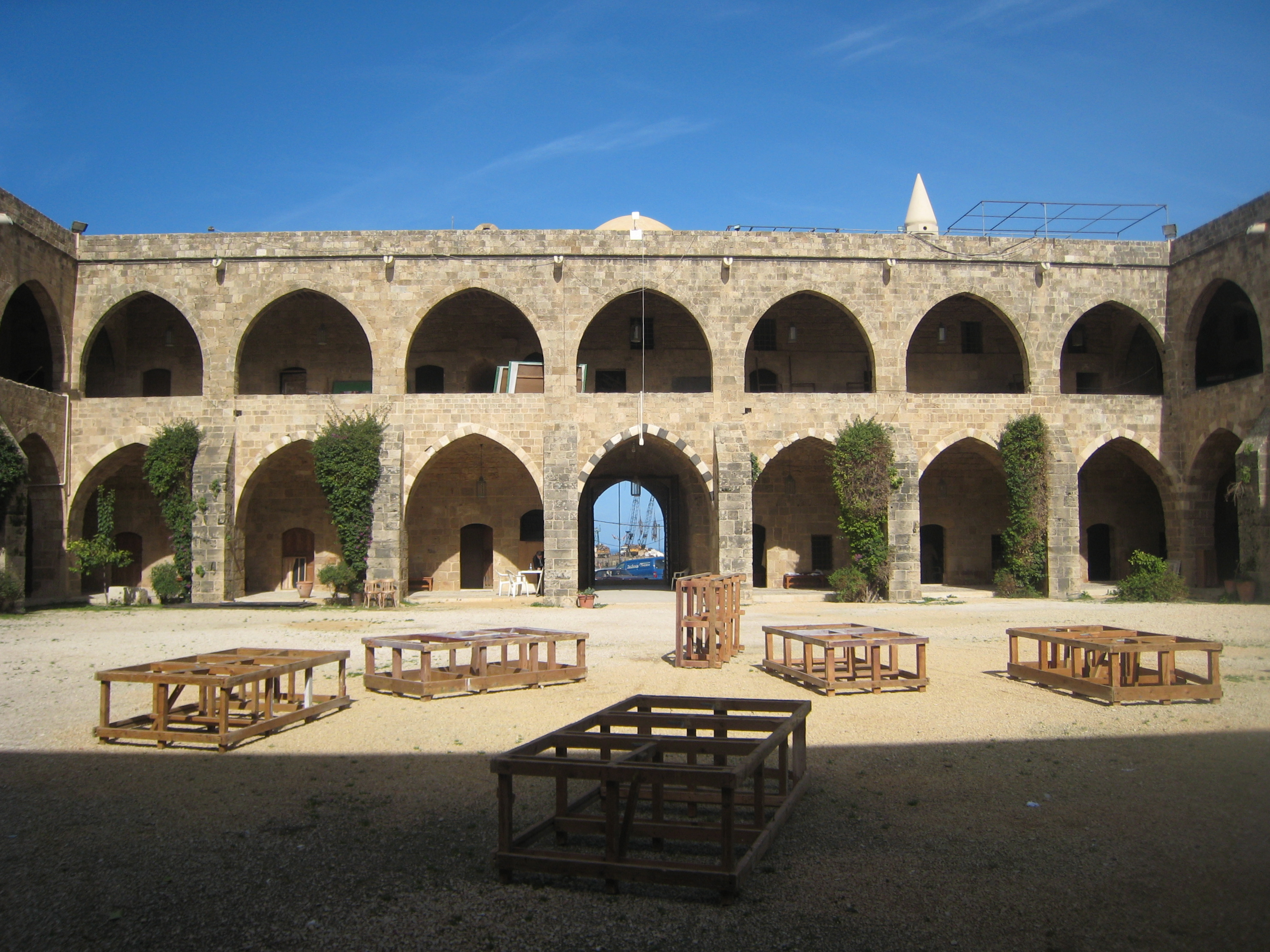
داخل خان الإفرنج في صيدا القديمة.

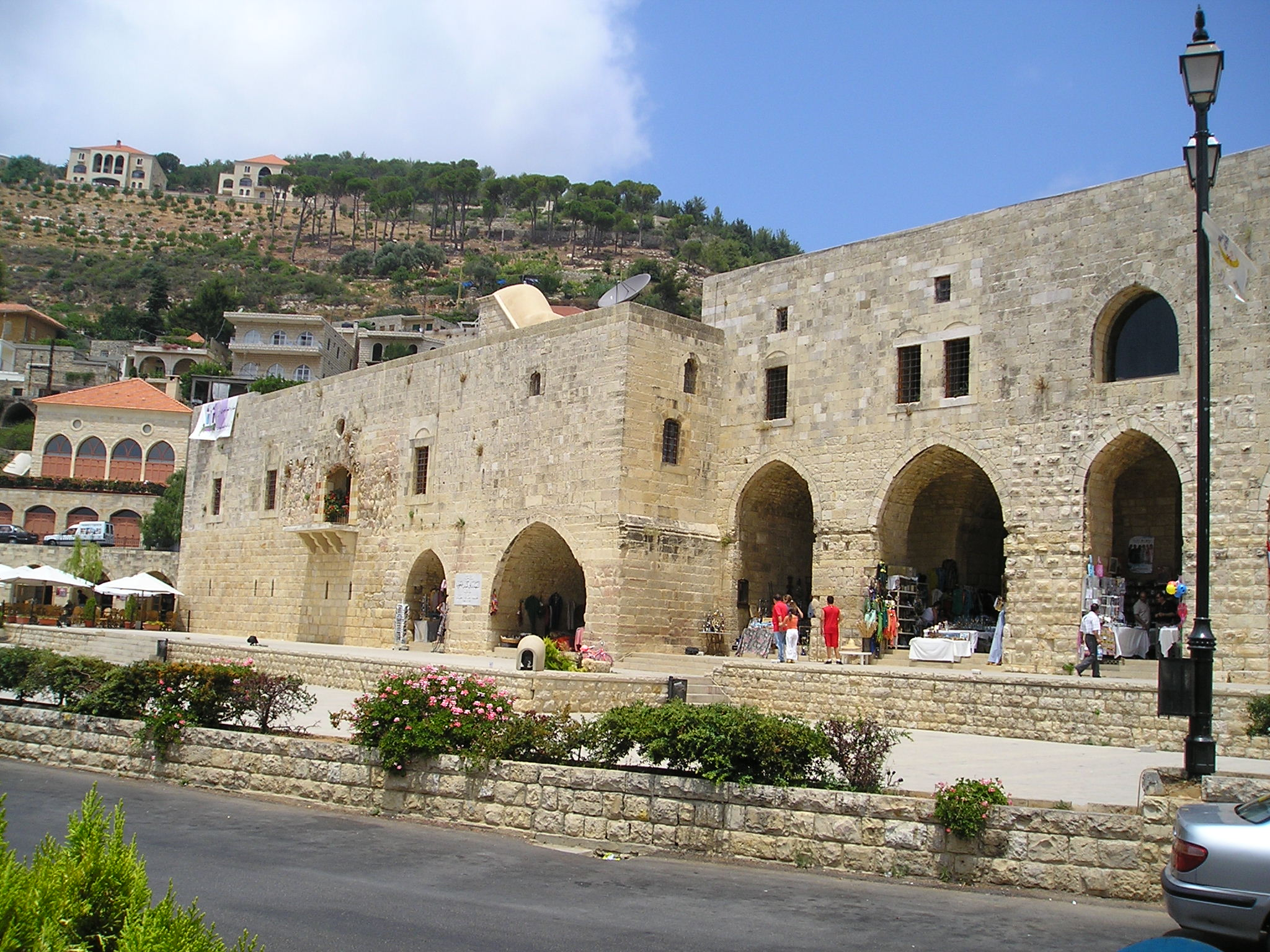
كنيس اليهود في دير القمر وأول كنيس في منطقة جبل لبنان، وإلى جانبه خان الحرير. تقع هذه الأبنية اليوم تحت رقابة المركز الثقافي الفرنسي.

كان فخر الدين محبّا للبناء والعمران، كما كانت ظروف حياته العسكرية تفرض عليه الاهتمام بإقامة الحصون والأبراج، وتحسينها وتطوير هندستها، فلمّا سافر إلى إيطاليا ورأى القصور الجميلة والقلاع المنيعة والحدائق المنسقة، ازداد اهتمامه بالناحية العمرانية، ورغب في تطويرها في بلاده لتخدم مصلحته العسكرية زمن الحرب، وليُمتع نفسه بجمال القصور والحدائق زمن السلم والاستقرار. وقد عهد فخر الدين إلى الخبراء والمهندسين الإيطاليين الذين جاء بهم من توسكانا بمهمة تصميم مشاريعه العمرانية وتنفيذها. من أهم المشروعات التي نفذها المهندسون الطليان، عدد من الجسور كانت ضرورية لتنقل الناس والجيوش بين المناطق، وفي مقدمتها جسر على نهر الأولي قرب صيدا، وكان مؤلفا من عقد واحد، والقناطر التي أعيد بناؤها على جسر نهر الكلب، وترميم جسر نهر بيروت، وسبيل الماء الذي أقامه فخر الدين في صيدا تخليدا لذكرى زوجته ابنة الأمير علي سيفا، التي ماتت في ربيع شبابها، وقد كثر حديث الرحالين عنه لما فيه من فن وجمال. وكان لإقامة سُبل المياه أهمية خاصة في المدن، لأن مياه الشرب لم تكن تصل إلى البيوت.
بنى الأمير قصرا له في دير القمر، ما تزال آثاره باقية حتى اليوم، وشاد للأمراء المعنيين قصورا في صيدا، وأنشأ الخانات في المدن، وعلى الطرق الطويلة، لكي ينزل فيها التجار الأجانب والمسافرون. وكان من أهم هذه الخانات خان الإفرنج في صيدا وهو اليوم مقر دار اليتيمات التابعة لراهبات مار يوسف. وكانت الحمامات العامة ضرورة صحيّة في العصور الماضية. وقد اهتم الأمير فخر الدين بإنشاء عدد منها، وأهمها «الحمام البرّاني» المعروف اليوم «بحمام المير» في صيدا. زيّن فخر الدين مدينة بيروت وابتنى فيها الأبراج والقصور، وكان قصره فيها درّة هذه المنشآت العمرانية. وقد تولى هندسته وبناءه عدد من المهندسين الطليان على الطراز الإيطالي. ضمّ هذا القصر عددا من الأجنحة منها: جناح للنساء، وآخر للموظفين، وثالث للحرس، وجُرّت إليه المياه، وأنشئت حوله الحدائق الواسعة التي غُرست فيها أشجار البرتقال وغيره من الفاكهة. وكانت المياه تجري في أقنية بين مربعات الزهور المتعددة الألوان، وتتوسط الحدائق بركة ماء جميلة، وحولها عدد من تماثيل الحيوانات المنحوتة من الرخام أو المصبوبة من النحاس. وفي جانب من هذه الحدائق، كانت حديقة الحيوان التي ضمت أصناف الوحوش من أسود ونمور وذئاب. وقد وصف السيّاح قصر فخر الدين بأنه من عجائب الشرق. وكان يرتفع في إحدى زوايا القصر برج عال يزيد ارتفاعه على عشرين مترا، وكان الأمير يُشرف منه على ميناء بيروت وضواحيها. وإلى هذا البرج تنسب «ساحة البرج» التي أصبحت اليوم «ساحة الشهداء» أو «ساحة الحرية». وكان قصر فخر الدين يقوم في الجهة الشمالية الغربية منها. لكن الأثر الأهم للأمير يبقى غابة الصنوبر التي زرعها لحماية المزروعات والحدائق من زحف الرمال البحرية عند شواطئ بيروت الجنوبية، حيث كانت الرياح تلفظ سنويّا تلالا رملية من الصحراء الليبية، وكانت الوسيلة الوحيدة لردعها هي عن طريق زرع الأشجار.

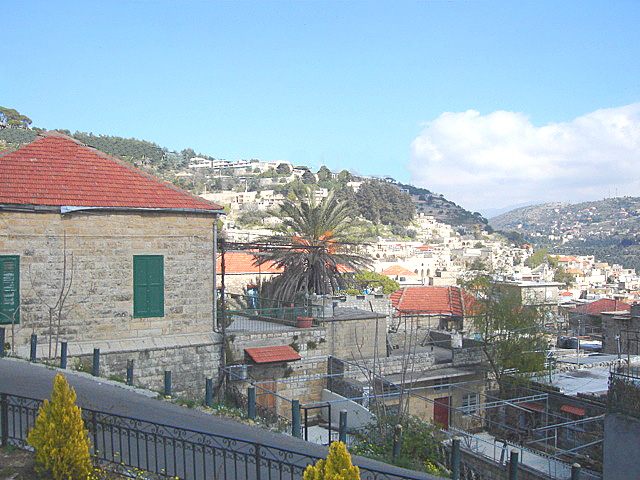
بيوت ذات سطوح قرميدية حمراء في دير القمر، مبنية على الطراز الذي كان مألوفا أيام فخر الدين.

انتشرت في عهد فخر الدين البيوت ذات السطوح القرميدية الحمراء، وواجهات المنازل الزجاجية، المؤلفة من ثلاث قناطر، والمرتكزة على أعمدة رشيقة من الرخام، والتي تسمح للنور والشمس بأن يدخلا إلى داخل المسكن. وانتشر هذا الطراز في بناء المنازل واستمر بعد عهد فخر الدين في مدن الساحل وقرى الجبل. وما زالت المساكن القديمة الموجودة اليوم تُحافظ على هذا الطابع.

### الحياة الاقتصادية
كانت الحياة الاقتصادية مزدهرة خلال عهد فخر الدين الثاني، وقد ساعده هذا على تحقيق أهدافه السياسية، فقد استطاع أن يستغل ثروة بلاده الزراعية والصناعية لتسديد الضرائب المفروضة عليه للدولة العثمانية، ولإرضاء رجال الدولة العثمانية وولاتها بالهدايا الثمينة، ولإقناع دولة توسكانا بمحالفته ومعاونته، ولكي يتمكن أخيرا من الإنفاق على جيشه وموظفيه وتوطيد أركان إمارته.

#### الزراعة
شجّع فخر الدين الزراعة ودعا إلى تحسينها، واستقدم الفلاحين من إيطاليا لتدريب الفلاحين اللبنانيين على أساليب زراعية جديدة من شأنها أن تزيد في الإنتاج وأن تسرع في إنمائه. وكان قوام الزراعة في عهد فخر الدين: التوت، والزيتون، والقطن، والحبوب وأشجار الفاكهة. عمّت أشجار التوت السهول الساحلية من صيدا إلى طرابلس، وسفوح الشوف والمتن ومناطق جبيل والبترون وجبة بشري. وعلى أشجار التوت تعتمد صناعة استخراج الحرير التي كانت قوام الصناعة. واعتنى فخر الدين بأشجار الزيتون القديمة، وساعد على استنبات أشجار جديدة منه، فأصبح موردا رئيسيّا لخزينة فخر الدين الذي كان يتقاضى حصة وفيرة من الإنتاج الزراعي. ومن مزروعات لبنان الهامة الأخرى آنذاك قصب السكر، والقطن. وكان إنتاج لبنان من الحبوب يكفي حاجة السكان ويفيض عنهم. وعندما انتشرت المجاعة في دمشق، أنقذ الأمير فخر الدين سكانها بكميات القمح الوافرة التي بعثها إليهم. ولم يُهمل الأمير زراعة الفاكهة، وقد قلّده فيها عدد كبير من الأغنياء، عندما أنشأ حول قصره بستانا حافلا بأنواع الفاكهة. وقد بلغ من اهتمام الأمير بالأشجار المثمرة أن وضع لها سجلات خاصة، تتضمن عدد هذه الأشجار في كل بستان، وفي كل منطقة. وكانت هذه السجلات أساسا لفرض الضرائب. والتفت فخر الدين إلى ضرورة إنماء الثروة الحيوانية، فشجع على تربية البقر والإبل والغنم والمعزى. وجلب من توسكانا أنواعا ممتازة من البقر والثيران وعددا من الفلاحين العارفين بتربيتها.

#### الصناعة

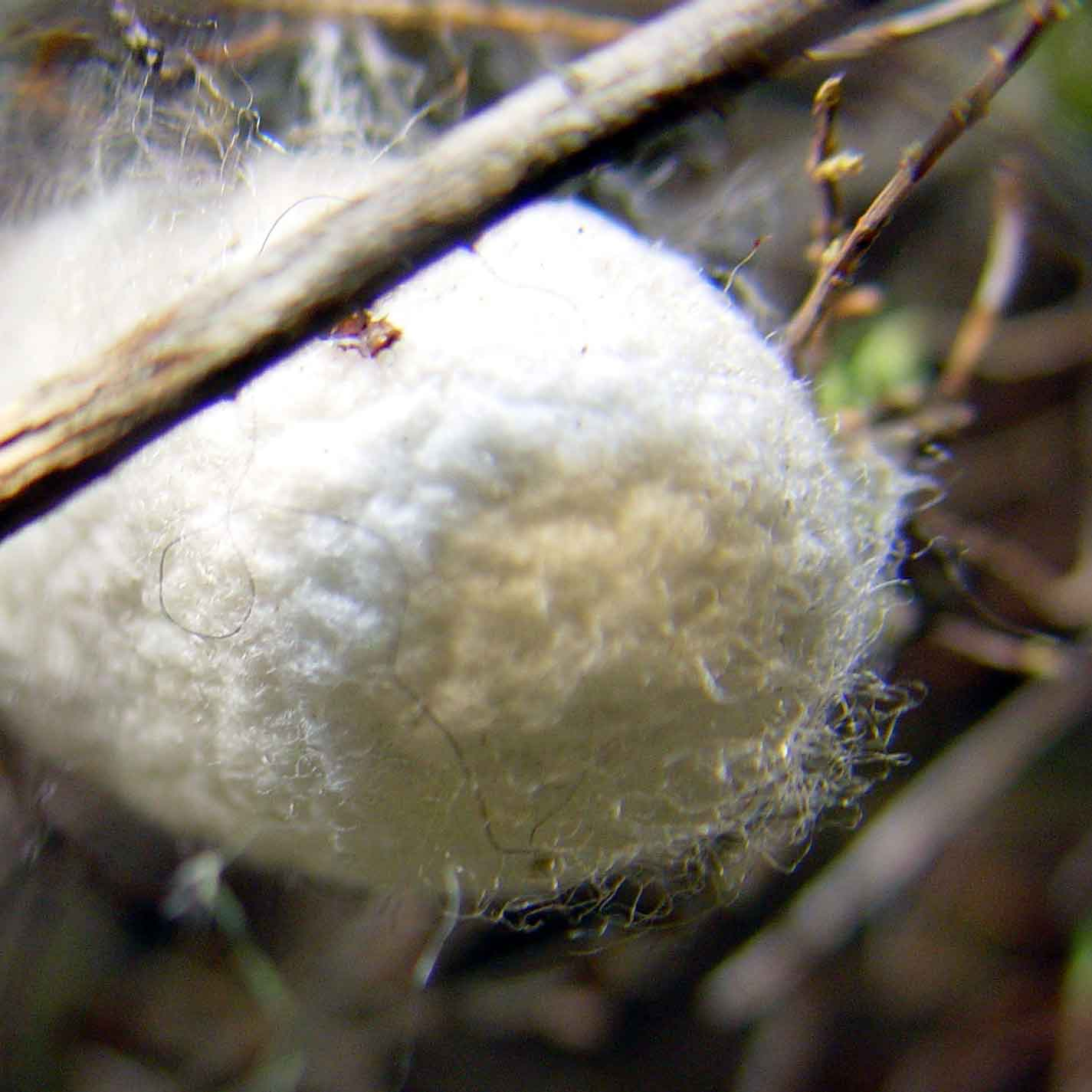
شرنقة دودة قز.

كانت الصناعة البيتية اليدوية أنشط أنواع الصناعات في عهد الأمير فخر الدين. وكان الحرير عماد ثروة البلاد، وأكثر الصناعات ازدهارا، فقد كانت أكثر قرى لبنان تعنى بتربية دود القز، لتستخرج خيوط الحرير منه، حتى بلغ حرير لبنان مستوى عاليا من الجودة، وذاعت شهرته في أسواق العالم، وتنافس للحصول عليه أصحاب معامل النسيج في أوروبا، فاشتروا منه كميّات وافرة صنعوا منها أفخر الأقمشة وأكثرها نعومة. وكان أشهر أنواع الحرير: الأبيض الطرابلسي، والذهبي البيروتي، وكان الحرير يُصدّر بكثرة نظرا لأن أغلبية الرجال، وخاصة المسلمين منهم، لم يرتدوا ملابس حريرية نظرا لأن هذا يعتبر تشبها بالنساء، فكان يفيض منه الكثير. وكان الأمير فخر الدين يُقايض البضائع الأجنبية بالحرير، ويستخدمه في تسديد الضرائب للدولة العثمانية، كما كانت أغلب هداياه إلى أمراء توسكانا من أنواع الحرير الثمين.
وكان يلي الحرير أهمية آنذاك، الصناعات المستخرجة من الزيتون: كالزيت والصابون، الذين بلغت جودتهما مستوى رفيعا. وكثيرا ما قام الأمير فخر الدين بإهداء كميات منها إلى رجال الدولة العثمانية، ففي سنة 1612 أرسل ثلاثة مراكب ملأى بالصابون إلى الصدر الأعظم نصوح باشا، كما أرسل مراكب أخرى منه إلى تجّار إسطنبول وليفورنو لبيعه في أسواق تركيا وأوروبا. وكانت محالج القطن منتشرة في أماكن كثيرة من لبنان. وكانت النساء في البيوت ينصرفن في فصل الشتاء إلى غزل القطن حتى أن صيدا وحدها بلغ إنتاجها أكثر من أربعين ألف قنطارا في السنة. وكانت معامل النسيج في صيدا تغطي الاستهلاك المحلي، وتُصدّر ما يفيض عنها، وهو كثير، إلى البلاد الأوروبية. وانتعشت في عهد الأمير دباغة الجلود وصناعة الشمع. وانتشرت في ذلك العهد صناعة لم تعد معروفة اليوم، هي صناعة الرماد الذي كان يُصنع منه الزجاج. وهي صناعة كانت رائجة في القرن السابع عشر: فقد كان في طرابلس ولبنان الجنوبي أفران تُحرق فيها حشائش معينة، ثم يُجمع رمادها ويُصدّر إلى مدينة البندقية في إيطاليا وسائر مدن أوروبا فتصنّع منه معاملها أنقى الألواح الزجاجية، والثريات البلورية، والأقداح اللامعة.

#### التجارة
ازدهرت التجارة في عهد فخر الدين الثاني، بسبب انتشار الأمن ونمو القطاع الزراعي ونشاط الصناعة، وكثر روّادها في صيدا ثم بيروت، اللتين اتخذ الأمير فخر الدين كلاّ منهما عاصمته الشتوية على التوالي. وقد حفلت مرافئ صيدا وصور وبيروت بأنواع المراكب الأوروبية، التي كانت تفرغ حمولتها من الأقمشة والورق والزجاج والفولاذ والنقود الفضية والذهبية ثم تنقل من المرافئ اللبنانية الحرير والقطن والصوف والصابون والقمح وتبحر بها إلى بلادها. ويعود نشاط التجارة إلى سببين: تسهيل أعمال التجار الأجانب وحمايتهم، وتأمين الشواطئ من القراصنة. وقد تولّى الأمير فخر الدين بنفسه تحقيق هذين الأمرين، فقد طارد اللصوص وقطّاع الطرق وقرصان البحر، وأنزل بمن قبض عليه منهم أقصى أنواع العقاب، وأنشأ الخانات الواسعة لتستوعب التجار الذين يؤمون صيدا، والمستودعات لتتسع بضائعهم. وسمح لبعض الدول الأوروبية أن يكون لها قناصل مقيمون في صيدا، لرعاية شؤون موظفيهم. وبقدر ما كان التجار الأوروبيون يلقون عند فخر الدين حرية ورعاية وتسهيلات، كانوا يلقون في حلب ودمشق ألوانا من التضييق والتشديد والمراقبة. شعر التجار الأوروبيون بهذه المميزات، فجعلوا من مدينة صيدا محط رحالهم ومرسى سفنهم ومركز تجارتهم في الشرق، حتى بلغ عدد السفن التي قصدت مرفأ صيدا عام 1631 زهاء 120 سفينة كبيرة، وهو عدد كبير في ذلك العهد. وكان لكل مدينة أو قرية كبيرة، سوق أسبوعية في عهد فخر الدين، وأشهر هذه الأسواق سوق صيدا التي كانت تُقام يومي الإثنين والثلاثاء. وكان التجار يقصدونها من عكا ودمشق وطرابلس وبيروت.
كان هذا الازدهار الذي حققه الأمير فخر الدين قد أثار غيظ بعض خصومه، وفي نفس الوقت كانت الدولة العثمانية قد ثار قلقها بسبب علاقات فخر الدين المتنامية مع الدول الأوروبية وبعد أن فهمت من تصرفاته أن غرضه ليس فقط جمع الضرائب والتوسع قليلا في منطقته، بل بناء دولة حديثة ومستقلة، فأخذت تفكر في التخلص منه كيلا يُهدد استقرار أمنها وليكون عبرة لمن يُفكر بالعصيان أو الثورة على السلطنة.[بحاجة لمصدر]

## نهاية الأمير فخر الدين
كان والي حلب ووالي دمشق ينظران بحقد وغيظ إلى ما بلغه فخر الدين من نفوذ، وكان بعض الأمراء العرب في فلسطين يترقبون الفرص للتخلص من سيطرة الأمير عليهم. وكان أعداء الأمير في لبنان، وهم من رجال الحزب اليمني، يعملون على إثارة الولاة وإرسال الشكاوى إلى الباب العالي في إسطنبول، ليدعموا بها تقارير الولاة عن أعمال فخر الدين ومطامحه. وكان كل من هذه الشكاوى والتقارير كافيا لإثارة غضب السلطان على الأمير المعني، ومما اتهم به: 1. تحقير الدين الإسلامي والدفاع عن المسيحيين، 2. توسيع أراضيه بعد أن ضم أراضي جيرانه إليه، 3. المماطلة في أداء الضرائب المفروضة عليه. وجاء في شكوى قدمها والي حلب أن هدف الأمير من إعادة بناء قلعتيّ بيروت وصيدا وسائر القلاع هو القضاء على الدولة العثمانية نفسها، وأنه اتفق مع دولة توسكانا على ذلك فأوفدت له الخبراء والمهندسين. وأكد ظنون الدولة العثمانية، ما كتبه والي القدس العثماني، وما رواه التجار الأوروبيون في إسطنبول عن وجود اتفاقيات سريّة بين فخر الدين وإسبانيا وتوسكانا والبابا لاحتلال الأراضي المقدسة. والواقع أن الدولة العثمانية لم تكن بحاجة إلى هذه الأسباب لتعلن عدائها للأمير، بل يكفيها ما كانت تلاحظه من أن الأمير كان يتصرف في إمارته تصرف السيد المستقل، فيعين الموظفين ويعزلهم، ويُجهز الجيوش ويبني القلاع ويقيم العلاقات مع الدول الأجنبية، ويسمح لها بأن تنشئ قنصليات في صيدا.

### حملة أحمد الكجك

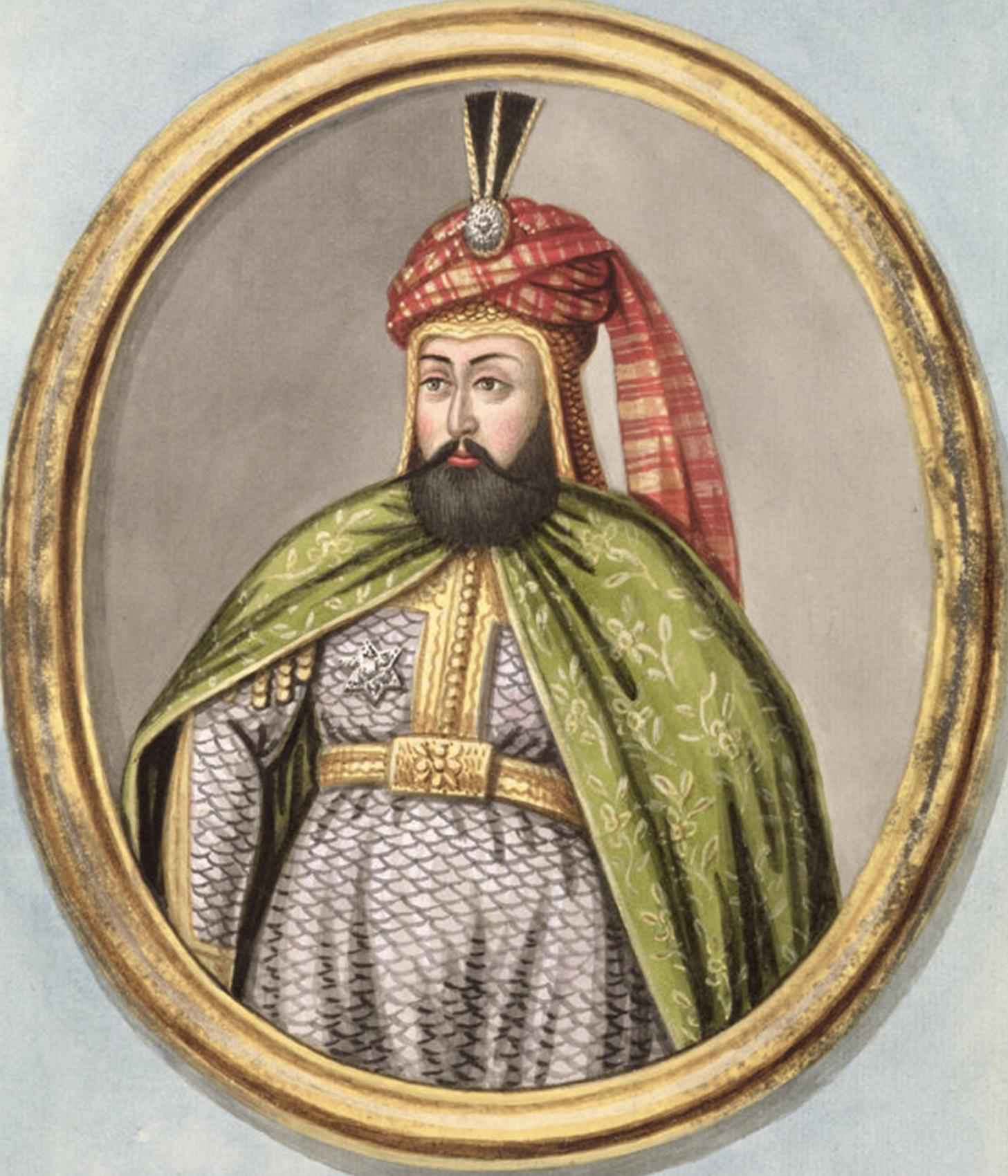
السلطان مراد الرابع، سلطان الدولة العثمانية من عام 1624 حتى 1640، بريشة «جون يونغ».

ولما انتصر السلطان مراد الرابع على الفرس وقضى على ثورة الانكشارية، رأى أن الوقت قد حان للقضاء على هذا الأمير الذي ذاعت شهرته في كل مكان، خصوصا وأنه أراد أن يعيد للدولة العثمانية ما فقدته من النفوذ بسبب إهمال بعض أسلافه وعدم إطاعة الانكشارية وامتناعهم عن الحرب عند الحاجة القصوى، فجهّز حملتين كبيرتين: الأولى بريّة تتألف من 80,000 مقاتل من الأتراك ورجال الولاة، يقودها أحمد الكجك بعد أن منحه رتبة الباشوية وعيّنه واليا على دمشق، وقد اختار السلطان أحمد الكجك لأنه كان يعمل في خدمة الأمير فخر الدين ويعرف كل أسراره، فلما طرده الأمير حنق عليه وسافر إلى إسطنبول وظل يتنقل في المناصب، ويُغذّي حملة العداء ضد الأمير، حتى سنحت له الفرصة عندما عينه السلطان على رأس الحملة البريّة الموجهة ضد الأمير. والحملة الثانية بحرية يقودها أمير البحر جعفر باشا، وكانت تتألف من عشرين مركبا حربيّا.
توجهت الحملتان إلى لبنان عام 1633. وقد مهّد الكجك لمهاجمة الأمير، ببث الشقاق بين أنصار الأمير، فأغرى بعضهم بالمال لكي يتخلوا عن الأمير. ثم ضمّ إليه بعض جيران المعني من الولاة والأمراء الذين كانوا يخضعون لكل قوي. أما الأمير فقد حاول تنظيم مقاومة فعّآلة، فاستنهض رجال البلاد، ودعاهم للدفاع عن بلادهم، فلم يلبّ نداءه إلا حلفاؤه من آل شهاب، وآل الخازن، وآل حبيش، وبعض «السُكمان»، فوزعهم على القلاع لكي يصمدوا في وجه الحملة العثمانية، وأسرع يستنجد بدولة توسكانا، ولكن أمله بالمعونة لم يتحقق. عندئذ حاول الأمير إغراء جعفر باشا قائد الأسطول البحري، فأبلغه أنه يعلن الطاعة لأوامر السلطان ويُسلّم قلعتيّ بيروت وصيدا، ويُقدم مبلغا من المال. ولكن قائد الأسطول تسلّم القلعتين وفاز بالمال، ولم يتوقف عن قتال الأمير. وفوجئ الأمير في أحرج الأوقات بمصرع ابنه علي قرب حاصبيا في معركة بينه وبين قوات الكجك، وكان فخر الدين يعقد على ولده الشجاع أكبر آماله.
شعر فخر الدين عندئذ بضعفه أمام عدوه القوي، الذي احتل أكثر المواقع المحصنة وفرّق بين اللبنانيين بالإرهاب والإغراء، فتوجه إلى قلعة نيحا ليُباشر مفاوضة العثمانيين وإرضائهم بالمال. ولكن الكجك كان يطمع بخزانة فخر الدين كلها، وكان يطمع في الوقت نفسه بالجائزة التي وضعها السلطان لكل من يقبض على الأمير المعني، ولذلك حاول اقتحام القلعة وإخضاعها، فلم يُفلح، بل تكبد خسائر كبيرة طوال الحصار الذي دام سنتين. وبينما كان الأمير يفاوض دوق توسكانا ليجهز له مركبا يبحر عليه هو وأسرته، أقدم أحد خدمه على خيانته، فقد أرشد الكجك إلى مجرى الماء الذي كان يصب في القلعة، فأفسد الكجك الماء بالذبائح والأقذار. ولمّا أحسّ الأمير بتلوث المياه انتقل تحت جنح الظلام إلى مغارة جزين. ولكن رجال الكجك ظلوا يلاحقونه حتى عرفوا مكانه، وهناك صبّوا الخل على صخر المغارة الكلسي، فأصبح ليّنا لنقر الإزميل. ولم تلبث قوات الكجك أن فتحت مغارة أخرى تحت المغارة التي يُقيم فيها الأمير، وثقبت الصخر الفاصل بينهما، فوقع الأمير أسيرا بين أيدي العثمانيين سنة 1635. ولم يكف الكجك عن خداعه بعد أن أصبح الأمير بين يديه، فقد كان يطمع بمال الأمير. فلمّا عرض عليه الأمير أن يدفع له مبلغا كبيرا من المال، وأن يتنازل عن الحكم لولده منصور، أظهر الكجك قبوله بذلك. فأوعز الأمير إلى ابنه منصور بأن يُقدم للباشا الهدايا الثمينة، كما أوعز إلى أحد أعوانه بدفع المال المطلوب. ولكن الكجك أخذ المال والهدايا، من غير أن يُطلق سراح الأمير فخر الدين.

### أيام الأمير الأخيرة

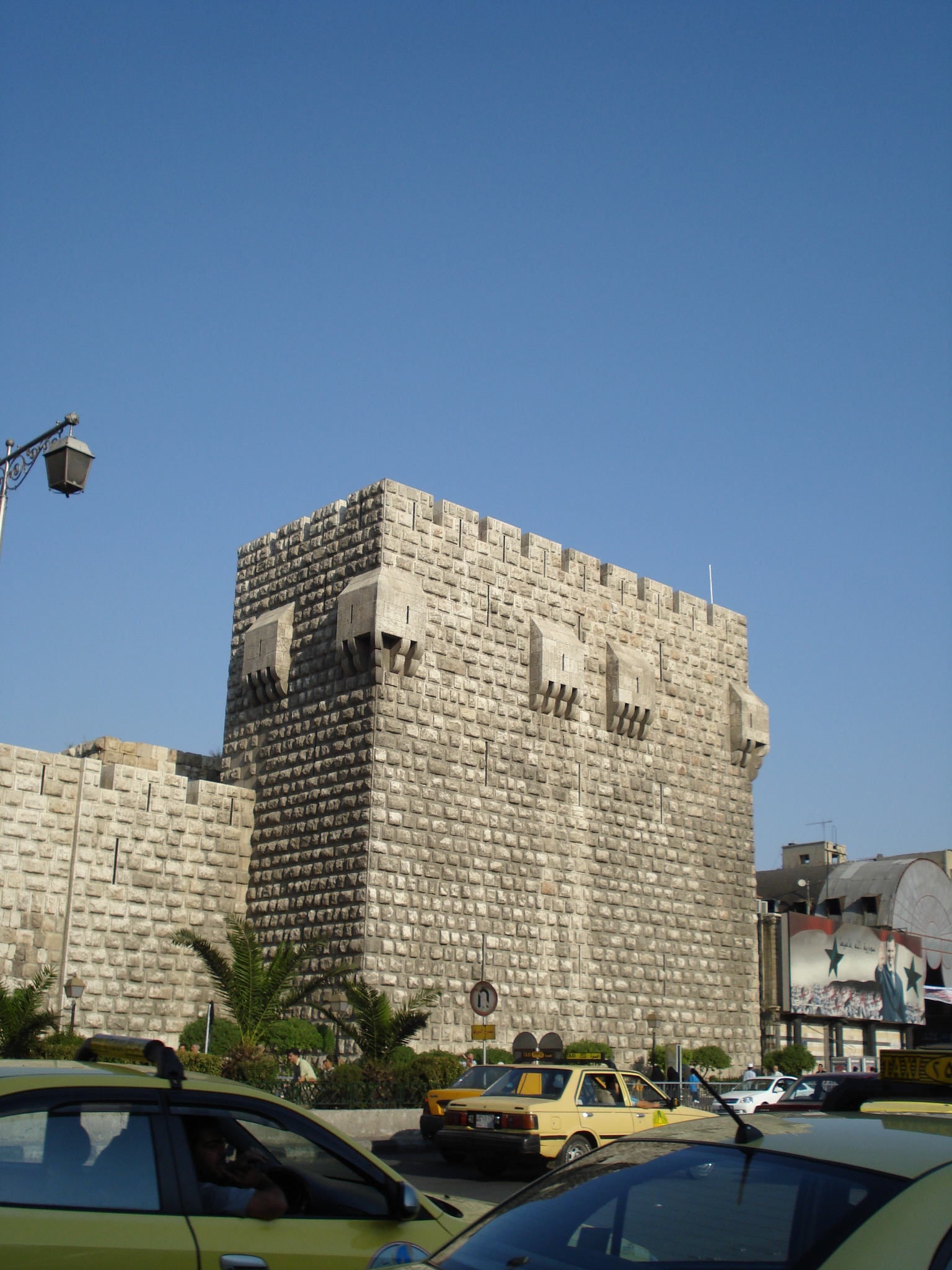
قلعة دمشق، حيث أمضى فخر الدين بضعا من أيامه الأخيرة.

أرسل الأمير فخر الدين أسيرا إلى دمشق واودعه الكجك وأولاده ونساءه في قلعة دمشق وعاد هو إلى لبنان. نُقل الأمير بعذ ذلك إلى إسطنبول مع أولاده وبقيت زوجاته في دمشق. وفي إسطنبول استطاع الأمير أن يُقنع السلطان العثماني بأنه لم يُعلن العصيان على الدولة، وأثبت أنه كان يؤدي سنويّا، الأموال المطلوبة منه، ولكنها لم تكن تصل دائما إلى السلطان. فعامله بالرفق ورضي عنه وتقرر أن يُقيم في ما يشبه الإقامة الجبرية في العاصمة. وظن كثير من الذين شاهدوا هذه المعاملة أن الأمير سيعود إلى سابق مجده وعزه. وبلغت السلطان أنباء مقلقة من والي دمشق؛ فقد ثار على الدولة ابن شقيق فخر الدين، الأمير ملحم بن يونس، بعد أن علم بأسر عمه ومقتل أبيه. لقد جمع حوله جمعا كبيرا وهاجم جيش والي دمشق، كما هاجم أنصاره صيدا وضواحي بيروت، وثاروا في جميع المناطق وانتقموا من العثمانيين. عندئذ أمر السلطان بقتل زوجات الأمير فخر الدين في دمشق، وبقتل فخر الدين وأولاده، فنفذوا أمره في 13 أبريل 1635، ورُوي أنه عٌُلّق على باب السراي شنقاً وقيل قُطع رأسه وحُكي أنه دُق في جرن هرسا.

### إرث الأمير وذكراه
زال الأمير فخر الدين من مسرح الحياة السياسية بعد أن كان أعظم حاكم وطني عرفه لبنان، وأعظم شخصية عرفتها الولايات العثمانية في القرنين السادس عشر والسابع عشر، وبعد أن أصبح باعتراف الدولة «سلطان البر» و«أمير عربستان». بقي من أولاد فخر الدين أصغرهم سنّا «حسين» الذي استبقاه السلطان حيّا وجعله في حاشيته. وقد أصبح «حسين بك» فيما بعد وكيل خزينة الدولة، وانتدبه السلطان محمد الرابع سفيرا إلى الهند، ويُقال أن الحكومة العثماية استشارته عند تعيين «بشير الأول الشهابي» أميرا على لبنان فأشار بهذا الرأي.

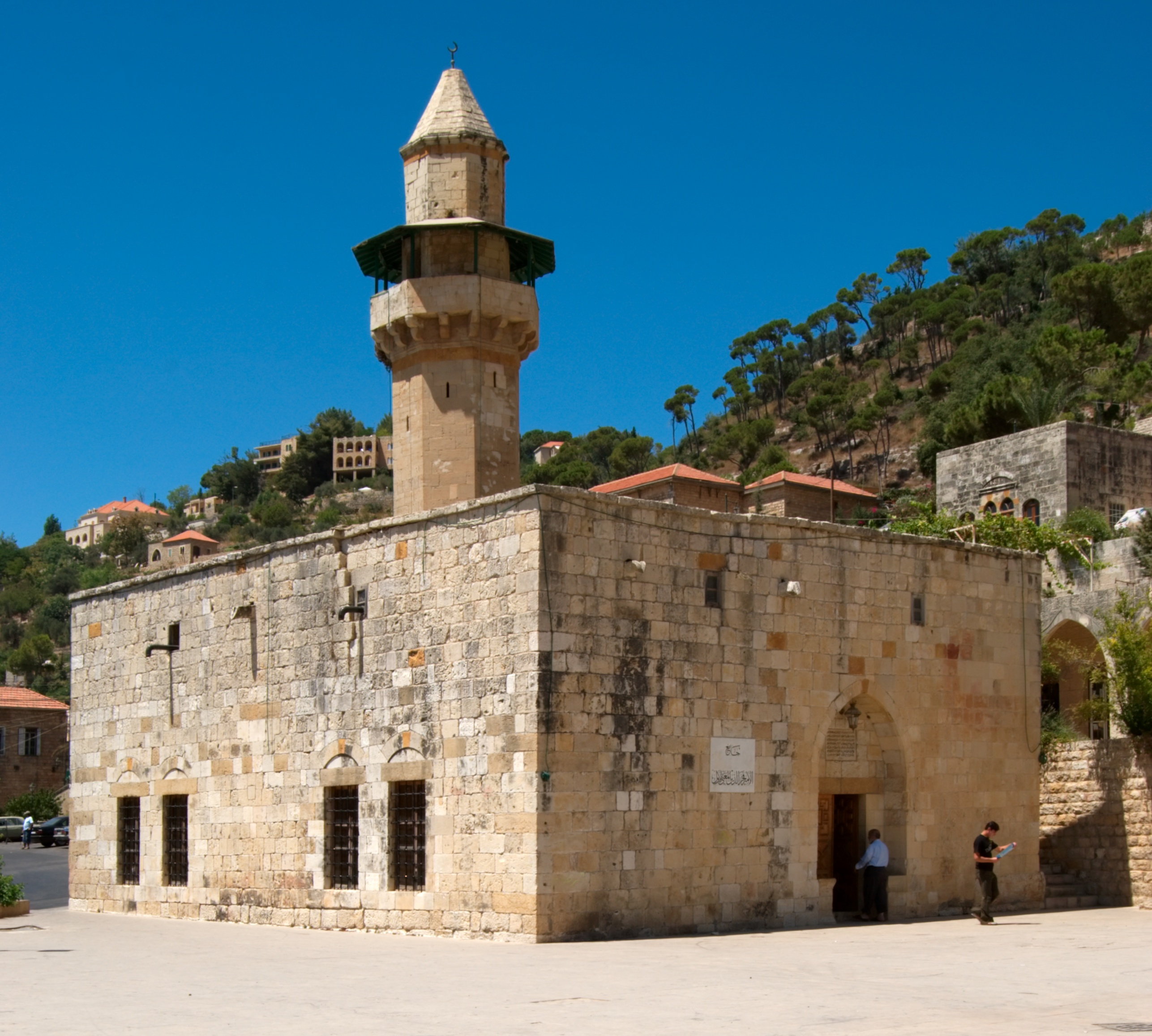
مسجد فخر الدين في دير القمر، أقدم مسجد في جبل لبنان.

ترك فخر الدين ورائه سمعة طيبة عند معظم اللبنانيين، وأخبارا عن عظمته ومجده وقوته، ويقول بعض المؤرخين بأن فخر الدين الثاني كان أعظم شخصية وطنية عرفها لبنان منذ أقدم عصوره حتى اليوم، بينما يرى أخرون أن فخر الدين لم يكن أعظم شخصية لبنانية على الإطلاق، إذ أن الكثيرون من بعده حققوا شهرة كشهرته ومجدا كمجده على المستوى المحلي والعالمي، مثل الأمير بشير الثاني الشهابي، واللواء فؤاد شهاب، والرئيس رفيق الحريري. ينظر بعض الناس اليوم إلى فخر الدين على أنه كان وطنيّا بالفعل تهمه مصلحة لبنان وشعبه، وإنه كان يرغب باستقلاله عن الولاة العثمانيين الذين كانوا يفرقون الشعب ويستغلون الناس لتحقيق مصالحهم الخاصة دون الالتفات لمصلحة لبنان، وإنه شعر أن لبنانه، أي الشوف، ليس كل وطنه وأنه لن يتمكن ابدا من بناء وطن كبير ما لم ينهج نهجا معاكسا لنهج السلطنة التي حكمت بسياسة «فرق تسد». ولكي يتمكن من إعادة الوحدة للمقاطعات اللبنانية، التي فرقها الحكام الخارجيون، كان عليه ان يهادن السلطنة وبذات الوقت يضم المقاطعات واحدة بعد الأخرى. بينما يراه آخرون على أنه خائن ومنقلب على الدولة العثمانية، حامية المسلمين والخلافة الإسلامية، وإنه هو من راسل ابن أخيه يطلب منه الثورة بلبنان ليضغط على الخليفة ليفرج عنه، وبالفعل ثار الأخير وعلم الخليفة مراد الرابع بما جرى فأمر على الفور بإعدامه.[بحاجة لمصدر]

مما يُجمع عليه المؤرخين هو تسامح فخر الدين مع جميع الأديان وإطلاقه لحرية إقامة الشعائر، مما جعل الناس يشعرون بأنه غير غريب عنهم ويتقربون منه ويحترموه. فقد بنى جامع القاع في البقاع، والجامع البرّاني في صيدا، وحافظ على المسجد القائم في عاصمته دير القمر، وأسهم في إقامة كنيسة بكفيّا وكنيسة العربانية. وكان لقيادته الحكيمة هذه الأثر الأكبر في نشر السلام والرخاء بسرعة في جميع بلاد الشام. وكان على صلات جيدة مع القبائل القوية الشكيمة في نابلس وجبال اليهودية ورُحّل الصحراء ودروز الجبل الأعلى في حلب والأنصارية. يقول الشيخ أحمد الخالدي الصفدي كاتب سيرة الأمير: 
| فخر الدين المعني الثاني | كان فخر الدين المعني، سليم الصدر، صافي السريرة، متواضعا، بشوشا. وهو في حلبة الطعان عبوس، هيوش. حليم عند الغضب، ما سمعت عنه الكلمة الفاحشة قط. يصغي إلى المظلوم فينصفه من ظالمه ويرثي لحاله، فيكون له خير راحم. قصير القامة، حنطي اللون، لطيف الهامة، مهاب، جليل، ذو عطاء جليل، قوي العزيمة، شديد الحزم، حسن التدبير، وكما يعطف على الغني يحنو على الفقير. | فخر الدين المعني الثاني |

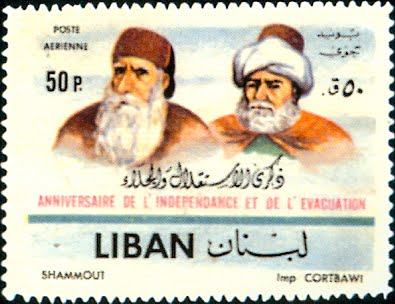
طابع بريدي أصدرته الحُكومة اللُبنانيَّة سنة 1961م للإحتفال بذكرى الاستقلال، يظهر عليه الأميران اللُبنانيَّان فخر الدين المعني الثاني (يمينًا) وبشير الشهابي الثاني (يسارًا).

ما يختلف عليه المؤرخون هو دين الأمير وأصله، إذ أن كل طائفة ادعت بأنه ينتسب إليها. فقال المسلمون أن دليلهم انه كان مسلما سنيا، بناؤه للجوامع وتعدد زوجاته وصيامه رمضان هو وعياله. وقال المسيحيون أنه مسيحي بسبب إحسانه مثوى المسيحيين المظلومين فاعتزوا في ايامه، وركبوا الخيل، ولبسوا السراويل الواسعة والزنانير المزركشة، وسمح لهم باقامة شعائرهم الدينية جهارا وبقرع النواقيس، وكان كل ذلك محرما عليهم من قبل. أما الدروز فلم يجدوا عناء في إثبات درزية الأمير المعني، فالأمير ولد من أبوين درزيين وعاش بين قومه الدروز وبقي درزيا حتى وفاته، فجده كان أمير الشوف ذي الأغلبية الدرزية، فمنطقيّا أن يكون درزيّا، كما أن والده حمل اسم «قرقماز» وهو اسم نادر بين النصارى والمسلمين في لبنان وشائع عند الدروز. أما اليهود فأطلق الحرية لحخاميهم أن يمارسوا شعائرهم وطقوسهم الدينية، ولتجارهم أن يعملوا في الأراضي والمناطق الواقعة في امارته، فقالوا أنه يهودي.
قام النحّات اللبناني «حليم الحاج» بنحت تمثال للأمير فخر الدين الثاني ووُضع هذا التمثال على مدخل وزارة الدفاع اللبنانية في اليرزة، بعد أن تدخلت قيادة الجيش وقامت بنقله على نفقتها من روما حيث نُحت إلى لبنان. كذلك هناك تمثال شمعي للأمير في قصره الذي غدا اليوم متحفا للتماثيل الشمعية.